# Historia Krosna
Historia Krosna sięga ponad 6000 lat kiedy to pojawiły się pierwsze skupiska ludzkie na tych terenach. Pierwsze udokumentowane zapisy na temat osiedli w tym miejscu dotyczą czasów pierwszych Piastów, czyli początków historii Polski.

## Ziemia krośnieńska w starożytności
- 4200-1700 lat p.n.e. – pierwsze ślady pobytu grup ludzi sięgają okresu neolitu jak wynika z badań archeologicznych w rejonie Krosna, przy trasie korczyńskiej. Znane są stanowiska archeologiczne świadczące o prawdopodobnym zamieszkaniu Celtów, których obecność na terenach krośnieńskich udowodnili historycy i archeologowie.
- 1600-1400 lat p.n.e. – o osadzie ze starszej epoki brązu świadczą wyniki prac archeologicznych przeprowadzonych w Rynku w Krośnie.
- 1400-1300 lat p.n.e. – jedna z ważnych faz osadniczych w okresie kultury łużyckiej, potwierdzonej przez liczne znaleziska w Krośnie.
- II w. p.n.e. – o osadzie celtyckiej z okresu lateńskiego świadczą wyniki prac archeologicznych przeprowadzonych w Rynku w Krośnie.
- Okres rzymski – to główna fala wędrówek ludów oraz wpływy kupców z południa Europy, przeważnie z Rzymu. Potwierdzają to materiały z badań archeologicznych w Krośnie w Rynku, i w pobliskim Krościenku Wyżnym, np. monety rzymskie. O osadnictwie z tej epoki świadczą resztki osad, żelazny grot oszczepu, znaleziony w grobie i skarb monet rzymskich w Turaszówce.

## Średniowiecze

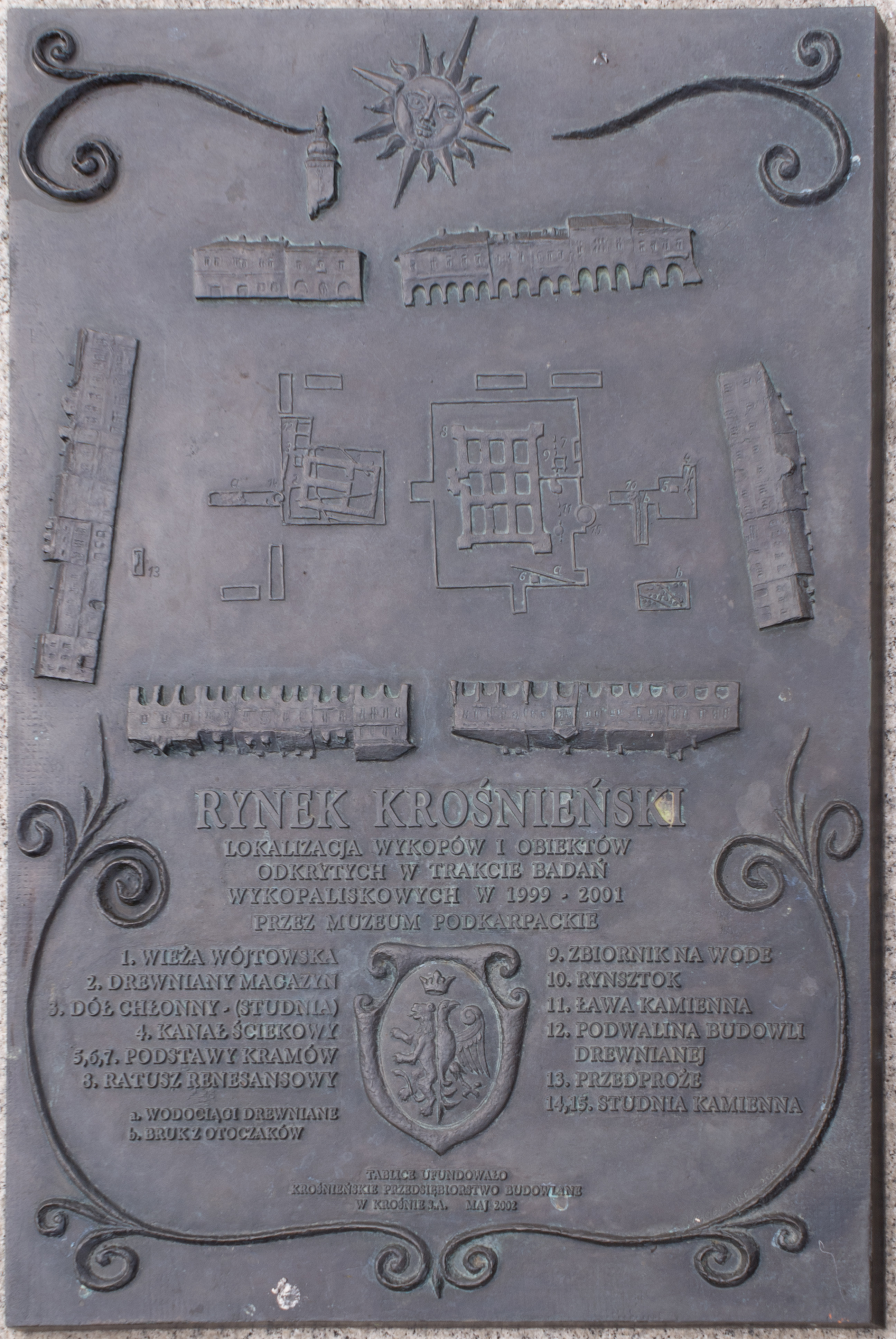
Tablica informacyjna na rynku w Krośnie zawierająca informacje o lokalizacji wykopalisk i obiektów odkrytych podczas prac wykopaliskowych w latach 1999–2001.

- W okresie plemiennym VII-X w. – przewaga plemion określanych nazwą Wiślan. Budowa obronnych grodów na obrzeżach Dołów Sanocko-Krośnieńsko-Jasielskich.
- X w. i XI w. – powstanie Państwa Polskiego i rubieży granicznej między Polską, Rusią i Czechami. Ślady osady słowiańskiej i grodu w Krośnie z tego okresu, potwierdzają badania archeologiczne w Rynku. Od X w. nieprzerwanie zasiedlano ten obszar, jako miejsce dogodne dla osadnictwa pod względem obronnym, i z przyczyn położenia na kulminacyjnym wzniesieniu, w widłach Wisłoka i Lubatówki. W Krośnie w X w. istniała świątynia, o czym świadczą resztki odkrytych fundamentów przy Farze.
- 981 – Książę kijowski Włodzimierz Wielki, opanowuje tereny sięgające do Wisłoka i włącza je do Księstwa Kijowskiego. Krosno nad Wisłokiem staje się czasowo osadą nadgraniczną. Po obu stronach Wisłoka zbudowano grody.
- 1018 Bolesław Chrobry przyłącza na powrót tereny do Polski
- przed rokiem 1105 biskupstwu lubuskiemu podlegało najdalej wysunięte na wschód Krosno nad Wisłokiem, którego nie zdołali podbić Rusini.
- do 1221 – tereny te należały do księcia krakowsko-sandomierskiego Leszka Białego
- 1238 – przybycie franciszkanów do Krosna,
- 1241 – najazd Tatarów (I najazd mongolski na Polskę), który prawdopodobnie ominął Krosno
- 1259 – podczas drugiego najazdu Tatarów spalenie klasztoru i kościoła na Zawodziu[1],
- 1282 – wzmianka w dokumencie wystawionym dla biskupstwa lubuskiego o Krośnie – jednym 34 z miast posiadłości, księcia krakowskiego Leszka Czarnego,
- 1259–1260, 1287–1288 najazdy Tatarów ord Chana Kubilaja (1216-1294) – wnuka Czyngis-chana.
- ok. 1300 – budowa świątyni franciszkańskiej w Krośnie, (obecnie prezbiterium), którą rozbudował l. 1438–1440, gwardian Jan z Dukli.
- 1340 – w wyniku przyłączenia Rusi Czerwonej przez Kazimierza Wielkiego Krosno wcielono do Korony Królestwa Polskiego.
- 1341 – Krosno liczy ok. 5 tys. mieszkańców, jak podaje K. Stupnicki w Geografii Galicji.
- po 1342 – Kazimierz Wielki lokuje miasto na prawie magdeburskim[2] w ziemi sanockiej (zob. Głuchoniemcy)[3], funduje (jako jednemu z 23 grodów); obwarowania, (rozpoczęte w l. 60. XIV w.) i krośnieńską Farę – kościół gotycki z wysoką wieżą, bogato wyposażony, uważany za drugi pod tym względem, po katedrze krakowskiej, oraz powstanie parafii, co odnotowuje Jan Długosz i potwierdza bp Adam Nowodworski w dokumencie z 28 maja 1629 r.
- 1358 – Krosno wymienione w dokumencie Kazimierza Wielkiego lokującym wieś Rogi.
- 1365 – Kazimierz Wielki zezwala na postrzygalnie i ramy sukiennicze, oraz w dokumencie tu wydanym, nakazuje kupcom udającym się do Węgier i do Rusi,(albo stamtąd powracającym), aby nie odważali się omijać Krosna.
- 1367 – Kazimierz Wielki nadał miastu tytuł Królewskiego Wolnego Miasta Krosna i własny herb księstwa brzesko-kujawskiego, przedstawiający pół orła i pół lwa na czerwonym polu, i uwalnia osiedleńców Krosna od podatków, oraz od danin na okres 1 roku. Potwierdza też sprzedaż dziedzicznego wójtostwa w Krośnie przez wójtów Michała i Janusza dla Peszki herbu Bogoria (zwanego Wół) z Tarnowa i ze Skotnik – właściciela m.in. Żeglec i Wiśniowej. Pierwsze wzmianki o wznoszeniu obwarowań grodu.
- 1377–1626 – Krosno stolicą biskupią dla diecezji przemyskiej dzięki bp. Erykowi Winsen Mora (1377-1391), który w 1390 r. buduje tu rezydencję biskupią. W niej urzędują, m.in. bp Maciej Janina (1392-1420), bp Janusz z Lubienia (1420-1435) – bp Piotr z Chrząstowa (1435-1452), bp Andrzej Krzycki (1523-1527) – prymas Polski i poeta, bp Stanisław Tarło (1537-1544) – sekretarz królewski i poeta, który spoczywa w krośnieńskiej farze.
- 1377–1391 – powstanie pierwszego Bractwa Literackiego w diecezji przemyskiej za rządów bpa Eryka.
- 1380 – bp Eryk Mora zakłada klasztor franciszkański obok świątyni św. Wojciecha
- 1390 – Ugoda Piotra wójta Krosna i jego żony Małgorzaty ze Styborem z Rosenbergu o część sołtysostwa w Rosenbergu przypadającej Małgorzacie tytułem ojcowizny.
- 1391 – przyłączenie parafii krośnieńskiej do kapituły katedralnej w Przemyślu przez króla Władysława Jagiełłę
- 1397 – królowa Jadwiga w dokumencie zabrania, pod karą pieniężną, ingerować władzom miasta w sprawy Zakonu Franciszkanów w Krośnie.
- 1399 – Krosno otrzymuje od goszczonego w Odrzykoniu Władysława Jagiełły grunty wsi Szczepańcowa Wola i przywilej dla mieszczan krośnieńskich w sprawach kupieckich.
- 1399 – pożar drewnianego kościoła oraz klasztoru franciszkańskiego w rejonie świątyni św. Wojciecha, w osadzie Zawodzie po prawej stronie Wisłoka.
- 13 lutego 1400 – zawarcie umowy przez gwardiana Mikołaja z wójtem dziedzicznym Piotrem z Klecia, z radnymi miasta i mistrzami cechów, na mocy której za 300 grzywien groszy praskich, franciszkanie zakupili czworoboczną parcelę na terenie miasta, przy starym murze pod budowę klasztoru.
- 1403 – krośnieński cech rzeźników otrzymuje statut, który zachował się jako jeden z najstarszych dokumentów cechowych w Polsce.
- 1406 – Władysław Jagiełło potwierdza zakup przez Krosno wsi Szczepańcowa Wola
- 1407 – Władysław Jagiełło przebywa w Krośnie i potwierdza nadanie ziem i przywilejów dla Zakonu Franciszkanów.
- 1413 – w Krośnie istnieją dwie szkoły. W latach 1400–1600 na Akademii Krakowskiej zapisano 173 osoby z Krosna, z których wielu zostało profesorami, np. prof. Paweł z Krosna Procner – z tytułem „Mistrz nauk wyzwolonych”, poeta, Marcin z Krosna – lekarz, Wawrzyniec z Krosna – filozof, Michał z Krosna – doktor dekretów. Krośnianie studiowali też w Lipsku i na innych uczelniach.
- 1426 – pierwsza znana data pojawienia się Żydów w Krośnie[4].
- 1426 – Władysław Jagiełło zatwierdza prawo magdeburskie pozostawiając sobie rozsądzenie spraw o rany zabójstwo szlachty i mieszczan.
- 1426 – pożar Krosna i szybka jego odbudowa.
- wiek XV – Krosno ośrodkiem produkcji płócien. Na Przedmieściu Krakowskim powstaje kościół i szpital św. Ducha.
- 1455 – pobyt królowej Zofii i rozstrzyganie sporów; m.in. między synami Mikołaja z Jasionowa.
- 1459 – Cech krawiecki w Krośnie otrzymał statut.
- 1460 – pożar Krosna i odbudowanie po pożarze, na Zawodziu kościoła pw. św. Wojciecha.
- 1461 – Kazimierz Jagiellończyk zezwala na jeden z pierwszych drewnianych wodociągów w Polsce, z ujęciem na Lubatówce, (czynnym do XIX w.).
- 1464 – Kazimierz Jagiellończyk potwierdza prawo kupna i uwolnienia od ceł i skazuje Herburta z Błażowa i braci jego za nadużycia względem kmieci Krosna.
- 1473 i 17-18 stycznia 1474 – zwycięskie odparcie przez Krosno dwóch najazdów węgierskich Macieja Korwina pod wodzą zmadziarowanego Słowaka Tomasza Tharczaya – starosty zamku z Lipian, który przerażony widokiem zgliszcz, przekazał na odbudowę kościoła św. Ducha i szpitala; 200 dukatów.
- 1482 – krośnian dziesiątkuje zaraza z Węgier.
- 1498 – wiosna – obrona Krosna przed Tatarami i Wołochami
- 1500 – pożar Krosna
- 1512 – pożar Ratusza i w nim archiwum z dokumentami i przywilejami królewskimi. Farę po pożarze i odnowieniu, poświęcił bp Maciej Drzewicki (późniejszy prymas Polski i Litwy). Władze miejskie przeniosły siedzibę do zakupionej kamienicy na rogu Rynku i ul. Franciszkańskiej. Szesnastowieczne Krosno przewyższało, nie tylko ilością cechów, kupców, takie miasta, jak np. Sanok, Jasło, czy Biecz, ale i pod względem ilości ludności, bo miało od 3 do 4 tysięcy mieszkańców.

## Krośnieńskizłoty wiek
- XVI w. – okres największego rozkwitu i znaczenia silnego ośrodka, liczącego ok. 4000 mieszkańców, handlującego suknem i winem, otoczonego podwójnym łańcuchem murów, jako jednego z niewielu miast w Polsce. W XVI w. Krosno i Drohobycz posiadały przywilej oświetlania ulic olejem skalnym.
- 1523 – Rada Miejska, za pozwoleniem Króla Zygmunta, wykupuje wójtostwo, z prywatnych rąk Igo Bonera (sekretarza królewskiego – dziedzica części majątku Jana Bonera),

za kwotę 2400 florenów.
- 1524 – bohaterska obrona Krosna przed Tatarami.
- 1528 – odbył się synod diecezji przemyskiej i bp Jan Karnkowski – urzędujący w Krośnie wszedł w skład Rady Królewskiej zastępującej monarchę.
- 1530 – powstanie w Krośnie zboru luterańskiego.
- lata 30. XVI w. – rozpoczęcie budowy zewnętrznej linii murów obronnych, od strony południowej i zachodniej.
- 1559 – Mieszczanie u Zygmunta Augusta ze skargą na starostów otrzymujący przywilej prawo kupna wystarali się o zakaz pozywania do sądu grodzkiego mieszczan, oraz od sejmu uzyskują prawo przyznawania sobie wójtostwa.
- 12 maja 1559 – Zygmunt August nadał miastu prawo składu towarów z Węgier, ustanowił trzeci jarmark doroczny i przyznał dochody z podatku od trunków na budowę murów miejskich oraz zwolnił mieszczan od opłaty ceł handlowych.
- 1559 – bp Stanisław Tarło utworzył przy Farze Kolegium Jałmużników, którym król Zygmunt dodał probostwo w Haczowie.
- 1569 – miasto uzyskało przywilej de non tolerandis Judaeis[5].
- 1601 – wybuch zarazy.
- 1604 – rozbudowa Szpitala Św. Ducha, przez jego przełożonego – ks. Tomasza Raskowicza z Pyzdr, proboszcza z Błażowej i założyciela fundacji dla biednych żaków UJ.
- 1605 – orszak weselny Maryny Mniszech (po zawartym, z przebywającym wtedy w Moskwie carem Dymitrem Samozwańcem, ślubie per procura – w Krakowie 22 września 1605 r.), przejeżdża przez Dębowiec, (gdzie przebywała matka carowej Jadwiga Tarło), Potok, (gdzie znajdował się dwór Mniszchów) i przez Krosno, do Sambora – do siedziby Jerzego Mniszcha.
- 1606 – przed sądem w Krośnie toczył się proces między Piotrem Firlejem, a Janem Skotnickim o prawo do korzystania ze studni zamkowej na Zamku w Odrzykoniu. Ten proces przyczynił się do napisania komedii pt. Zemsta przez Aleksandra Fredrę.
- 1613-1617 – starostą krośnieńskim był Zygmunt Kazanowski – marszałek królewski.
- 1614 – sprowadzenie do Krosna jezuitów (organizujących Kolegium), przez Piotra Bala (podkomorzego sanockiego), przekazującego w r. 1615 na ich rzecz 10 000 zł.p. W 1633 r. burmistrz wraz z radą zezwala na postawienie budynków przy ul. Sukienniczej (Ordynackiej).
- 28 czerwca 1614 – Zygmunt III Waza nadaje przywilej Krosnu, zatwierdzając, uchwałę miejską, z roku 1587, że Żydów w domu chrześcijańskim, nie wolno gościć więcej, niż jeden dzień, pod karą 30 grzywien.
- 1616 – zwycięskie odparcie przez Krośnian najazdu Tatarów.
- 1617 – w dziele G. Brauna i F. Hogenberga Civitates orbis terrarum zamieszczono widok Krosna i od tego roku zachowały się parafialne księgi metrykalne Krosna.
- 1618 – ustanowienie w Krośnie dwóch jarmarków rocznie przez Zygmunta III Wazę
- 10 grudnia 1619 – Lisowczycy, powracając ze zwycięskiej bitwy pod Humiennem i po rozgromieniu wojsk Gábora Bethlena i Jerzego II Rakoczego przez kilka tygodni, czekali na żołd w okolicy Jaślisk, Dukli i Krosna, a po otrzymaniu zapłaty, obrali swym pułkownikiem; Jarosza Hieronima Kleczkowskiego – rotmistrza herbu Cholewa.
- 1622 – wybuch wielkiej zarazy.
- 10 czerwca 1624 – Tatarzy pod dow. Kantymira Murzy, nacierając od Medyki, doszczętnie spalili; Polany, Iwonicz, Krościenko Zręcin i inne miejscowości. Krośnianie wzięci w jasyr, zostali uwolnieni, po rozbiciu hordy tatarskiej wracającej z łupami przez hetmana Mikołaja Sieniawskiego i przez hetmana Koniecpolskiego pod Martynowem.
- 1626 – przeniesienie z Krosna stolicy diecezji przemyskiej.
- XVII w. – wiadomości o pozyskiwaniu ropy w rejonie Krosna i Drohobycza sporządzone przez Erazma Syxta – lekarza w 1617 r., Konrada Archiatra, ks. prof. Wojciecha Tylkowskiego (1624-1695) – jezuitę, zajmującego się akustyką, fizjologią słuchu i psychologią muzyki i Jana Jonstona-(1603-1675) lekarza.

## Krosno w latach 1637–1768
- 1637 ok. – najazdy na dobra krośnieńskie Jędrzeja Chrząstowskiego, który pozbawiał często życia i zdrowia mieszkańców.
- 11 września 1638 – pożar w mieście.
- 1638–1644 – próby odebrania gruntów należących do Krosna, przez Piotra Firleja wojewody lubelskiego, i czynienie innych szkód miastu i mieszkańcom na sumę ok. 10000 zł.p.
- 1638–1646 – przebudowa fary z funduszów proboszcza ks. Kaspra Różyńskiego i Szkota – Roberta Wojciecha Portiusa.
- 1639 – odlany zostaje w miejscowej ludwisarni dzwon Urban.
- 1645 – Zofia Skotnicka z Bóbrki wdowa po Janie Skotnickim – kasztelanie połanieckim utworzyła Kolegium Roratystów w Krośnie.

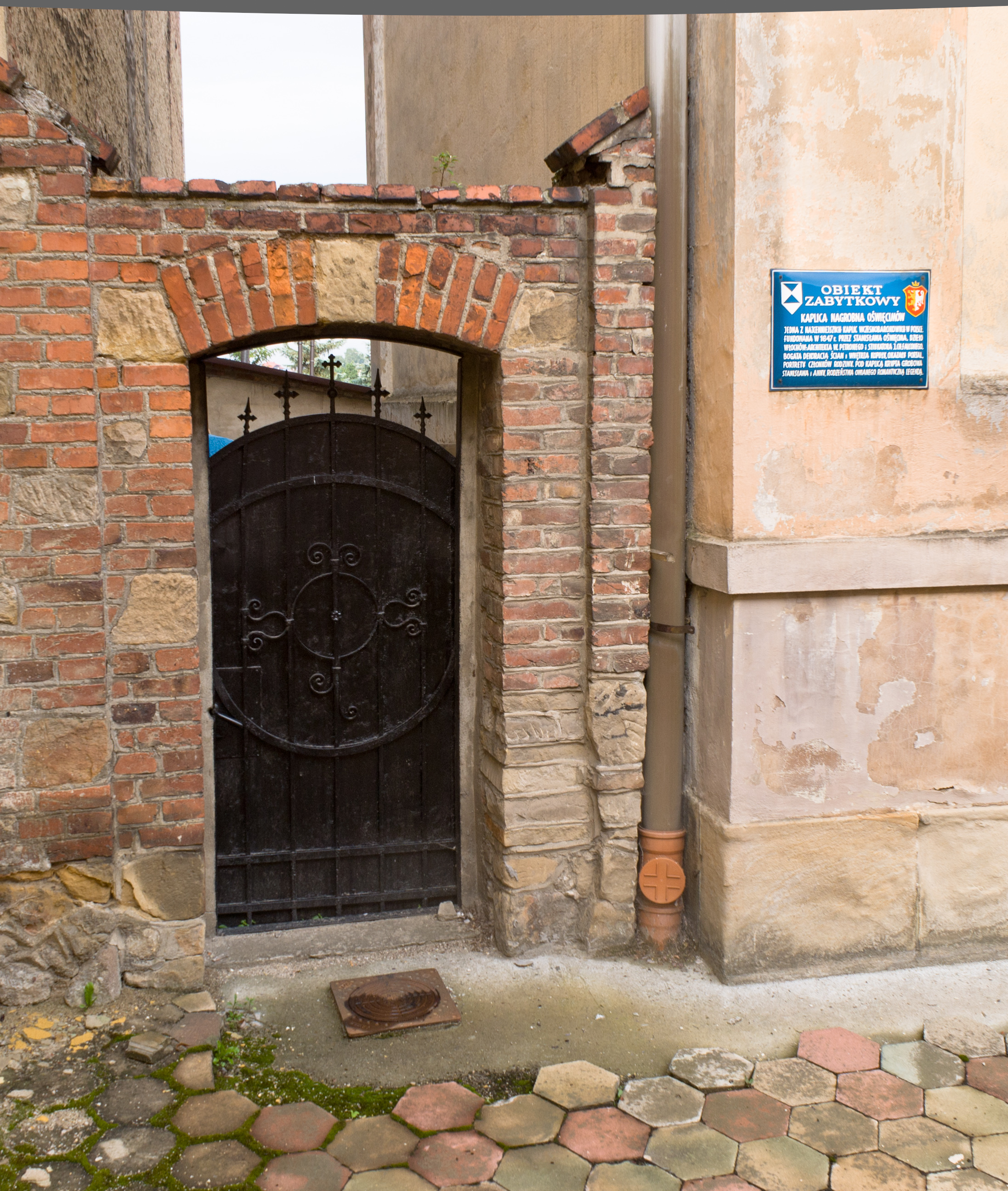
Wejście do kaplicy Oświęcimów w Krośnie

- 1647–1648 – budowa kaplicy Oświęcimów w kościele oo. franciszkanów w Krośnie, ufundowanej przez Stanisława Oświęcima po śmierci jego przyrodniej siostry Anny.
- 1652 – ponowna zaraza w Krośnie i powódź spowodowana wylewem Wisłoka, (możliwa data powodzi to również 1650 rok) w czasie której zniszczony został kościół Matki Bożej Śnieżnej w widłach rzek Lubatówki i Wisłoka.
- 1655 – złupienie i znaczne zniszczenie Krosna przez Szwedów opisane przez lustratorów i podpisanie lustracji przez Jana Franciszka Lubowieckiego – Kasztelana Wołyńskiego (ambasadora w Turcji w l. 1672-1673).
- 7 grudnia 1655 – przełomowe zwycięstwo pod Krosnem, w czasie potopu szwedzkiego odniesione przez chorągiew starosty krośnieńskiego – por. Gabriela Wojniłłowicza i oddziały chłopskie ks. Mikołaja Famrcy z Garbowa, nad Szwedami i nad płk. Aleksandrem Prackim, dowodzącym chorągwią zdrajców. Rozstrzelanie płk. Aleksandra Prackiego (byłego dominikanina), na rynku w Krośnie za zdradę Polski i łupiestwo.
- 10 grudnia 1655 – Gabriel Wojniłłowicz listownie powiadomił z Łańcuta Króla Polski Jana Kazimierza o odniesionym sukcesie pod Krosnem i o wyzwoleniu tego miasta.
- 1656 – Amsterdamski Calariusz opisuje Krosno, jako w tej okolicy największe miasto i tutejsi obywatele majętniejsi od mieszkańców innych miast a jarmarki zwykły być daleko sławniejsze i zamieszcza na s. 336 widok miasta.
- 1656 – na wieść o przełomowym zwycięstwie pod Krosnem, powracający wraz ze świtą do Polski Jan Kazimierz, zatrzymuje się w mieście, od 3 do 12 stycznia, i stąd zarządza Polską.
  - 3 stycznia 1656 r. – Król ogłosił o swoim powrocie do kraju i wydał podziękowanie dla Nowego Sącza za obronę Rzeczypospolitej i „Manifest wzywający chłopów do walki ze Szwedami”.
  - 8 stycznia 1656 r. – w Uniwersale datowanym w Krośnie poleca poddanym biskupa krakowskiego i starostwa bieckiego, sądeckiego, nowotarskiego, aby gromadzili się pod Nowym Sączem pod dowództwem Gabriela Wojniłłowicza na dzień 15 stycznia.
  - Konfederaci tyszowieccy (obaj hetmani Stanisław Rewera Potocki i polny koronny Stanisław Lanckoroński, senatorowie i inni dygnitarze, m.in.: kasztelan sandomierski Stanisław Witowski, 8 wojewodów m.in.: Bracławski Piotr Potocki i czernihowski Krzysztof Tyszkiewicz} – po wydaniu 31 grudnia 1655 r. Uniwersału konfederacji w Tyszowcach, spotkali się z królem w Krośnie.
  - W Krośnie odbyło się posiedzenie Rady Senatu Rzeczypospolitej w obecności Jana Kazimierza, prymasa Polski Andrzeja Leszczyńskiego i hetmanów, Stanisław Rewera Potockiego i Stanisława Lanckorońskigo, Jerzego Lubomirskiego i Stefana Czarnieckiego.
  - Do Krosna docierają wieści, o śmierci zdrajcy Janusza Radziwiłła 31 grudnia 1655 r. i o cudownym obronieniu Jasnej Góry, pod wpływem których, król postanawia nazwać Matkę Bożą Królową Polski. Krosno w tych dniach staje się „niemianowaną stolicą Polski”. Stąd Jan Kazimierz podąża przez Łańcut do Lwowa, by złożyć śluby lwowskie.
- 16 marca 1657 r. – Krośnianie, przy pomocy oddziałów chłopskich ks. Mikołaja Famrcy, zwycięsko odpierają najazd wojsk Rakoczego i ocalenie zawdzięczają Matce Bożej Murkowej oraz modlitwom Jana Kazimierza na Jasnej Górze. Jednak wojska Rakoczego spaliły przedmieścia węgierskie i krakowskie.
- 1658 r. – różne wymuszenia i kontrybucje nakładane na miasto, przez Zygmunta Fredrę z Pleszowic, starosty sanockiego, (ojca Jana Karola Fredry – starosty krośnieńskiego – zabitego w Warszawie w 1669 r.), powodują skargę mieszczan u Jana Kazimierza. Proces sądowy trwał 50 lat.
- 1660–1667 – wybudowanie po pożarze w 1638 r., gmachów kolegium jezuitów i kościoła Niepokalanego Poczęcia NMP, którego darczyńcami byli Piotr II Bal, Andrzej i Wojciech Bobolowie, Jan Klech, Stanisław Zaremba (biskup kijowski), Paweł Mamrowicz. Pierwszym rektorem Kolegium był ks. prof. Stanisław Mniszech, potem w l. 1679-1683 ks. prof. Krzysztof Gruszczyński, a wykładowcą filozofii, ok. 1772 r. m.in. był konfederat, poeta – ks. Rafał Modlibowski (1740-1797) i tu się kształcił autor herbarza Kasper Niesiecki.
- 30 sierpnia 1661 r. – Jan Kazimierz wydaje przywilej na dwa nowe jarmarki w mieście.
- 1665 r. – Lustratorzy królewscy jako przyczyny upadku miasta podają:
  - konkurencja ze strony dóbr szlacheckich,
  - proces prowadzony z Firlejami przez 50 lat,
  - powtarzające się pożary i zarazy,
  - pułk. Józef Łęczyński nie tylko nakładał nienależne kontrybucje, ale i spalił część przedmieść w tym młyn,
  - osoby stanu szlacheckiego i duchownego, które procesowały się z miastem, żądając nienależnych odszkodowań,
  - Robert Porcyusz, który zagarnął cały handel krośnieński.
- 1669 – w kłótni o starostwo krośnieńskie; sejm zerwano, gdy po Karolu Fredrze król Jan Kazimierz, (odebrane, jeszcze 24 grudnia 1667 r.), podpisał je dla Jana Aleksandra Tarły.
- 1672 – w czasie wojny z Turcją, gdy oblegano Lwów, nurredin sułtan napadł na grody nad Wisłokiem, m.in. Krosno i Jasło oraz Biecz, niszcząc miasta (tak, że w Krośnie, czy w Sanoku pozostało jedynie 6 domów) i biorąc ludność w jasyr lub mordując. Hetman Jan Sobieski w trakcie wyprawy na czambuły, dysponując zaledwie 3000 jazdy, pobił w bitwie pod Komarnem kilkudziesięciotysięczne wojska tatarskie, uwalniając pod Bieńkową Wisznią 44 000 ludzi z jasyru.
- 16 kwietnia 1687 – hetman wielki koronny Stanisław Jabłonowski, (który w 1673 r. poprowadził zwycięską szarżę polskiej husarii pod Chocimiem), wezwał namiestnika i kompanię chorągwi husarskiej zimującej w Krośnie i podległych wsiach, dokonującej wielu nadużyć na szkodę miasta.
- W latach 1702–1717 Krosno było na przemian „zdobywane” i „uwalniane” przez najprzeróżniejsze oddziały własne i obce saskie księcia Lubomirskiego, rosyjskie i szwedzkie, miasto dostarczało żywności, furażu i płaciło słony okup, lub kontrybucje.
- W 1702 r. – w czasie wojny północnej, po pogromie wojsk saskich, w listopadzie napadły na Krosno oddziały szwedzkie korpusu gen. Magnusa Stenbocka, z armii Karola XII powodując rabunki, podpalenia i kontrybucje.
- 18 sierpnia 1704 – ponowny najazd armii szwedzkiej Karola XII na Krosno.
- lato 1707 – w mieście wybuchła zaraza, która panowała do 1710 r., wyludniając Krosno. Stacjonujące, po przejściu zarazy wojska rosyjskie, chcąc zapewnić sobie opał, niszczyły opustoszałe kamienice.
- 1717 – zakończyły się zmagania wojenne, i Krosno znalazło się na dnie swego upadku.
- 1746 – Kolegium Jezuickie w Krośnie zaliczono do rzędu szkół wyższych (z naukami: filozofia, logika, fizyka, metafizyka).
- 1753 – sprowadzenie zakonu kapucynów, wznoszących na zewnątrz Bramy Węgierskiej, kościół i klasztor. Dzięki ofiarności, Jana Klemensa Branickiego – starosty krośnieńskiego (1720), wojewody krakowskiego i hetmana wielkiego koronnego, Aleksandra Jaworskiego – rejenta sanockiego, oraz Wacława Hieronima Sierakowskiego – biskupa przemyskiego, wybudowano kapucynom kościół. (Ukończony w 1811 r.).
- 1757 – ponowna zaraza wyludnia Krosno.
- 1758 – lustratorzy wsławili dawną potęgę miasta „parva Cracovia” i porównali upadek Krosna do Troi nec locus, ubi Troja fuit.
- 1764 – Stanisław August Poniatowski potwierdza przywileje dla miasta.
- 19 czerwca 1764 – obrady przybyłych do Krosna wojsk konfederatów, po klęskach pod Leskiem i Brzozowem. Józef Kanty Ossoliński z synem Józefem Salezym Ossolińskim zaproponował natarcie na rosyjski korpus i prywatne zaciągi Kazimierza Poniatowskiego, w celu przebicia się do Lwowa, oraz połączenia z wojskami Franciszka Salezego Potockiego i Karola Radziwiłła.
- 23 czerwca 1764 – najazd wojsk rosyjskich. Za pomoc udzieloną konfederatom, Rosjanie dokonują grabieży, mordów, i podpaleń, szczególnie w Klasztorze Jezuitów w Krośnie.
- 1765 – lustratorzy Michał Humnicki i Antoni Jordan Walawski – skarbnik sanocki ponownie wsławili dawną potęgę miasta „parva Cracovia” i porównali upadek Krosna do Troi nec locus, ubi Troja fuit. Do wójtostwa zaliczają Krościeńko Niżne, Białobrzegi, Suchodół, i Płowienkę
- 1770 – Ewaryst Andrzej Kuropatnicki, (1734-1788) – w celu ochrony zbiorów przed dewastacją, przez wojska rosyjskie, nabył od Jezuitów z Krosna, znaczną część biblioteki klasztornej i umieścił w dworze w Tarnowcu i w Lipinkach. W swojej Geografii z 1786 r., pisze o Krośnie, że  większa część kamienic i Ratusz pustoszeje, a około kościoła św. Wojciech płynie ropa (nafta) do smarowania wozów.

## Krosno w latach 1768–1867

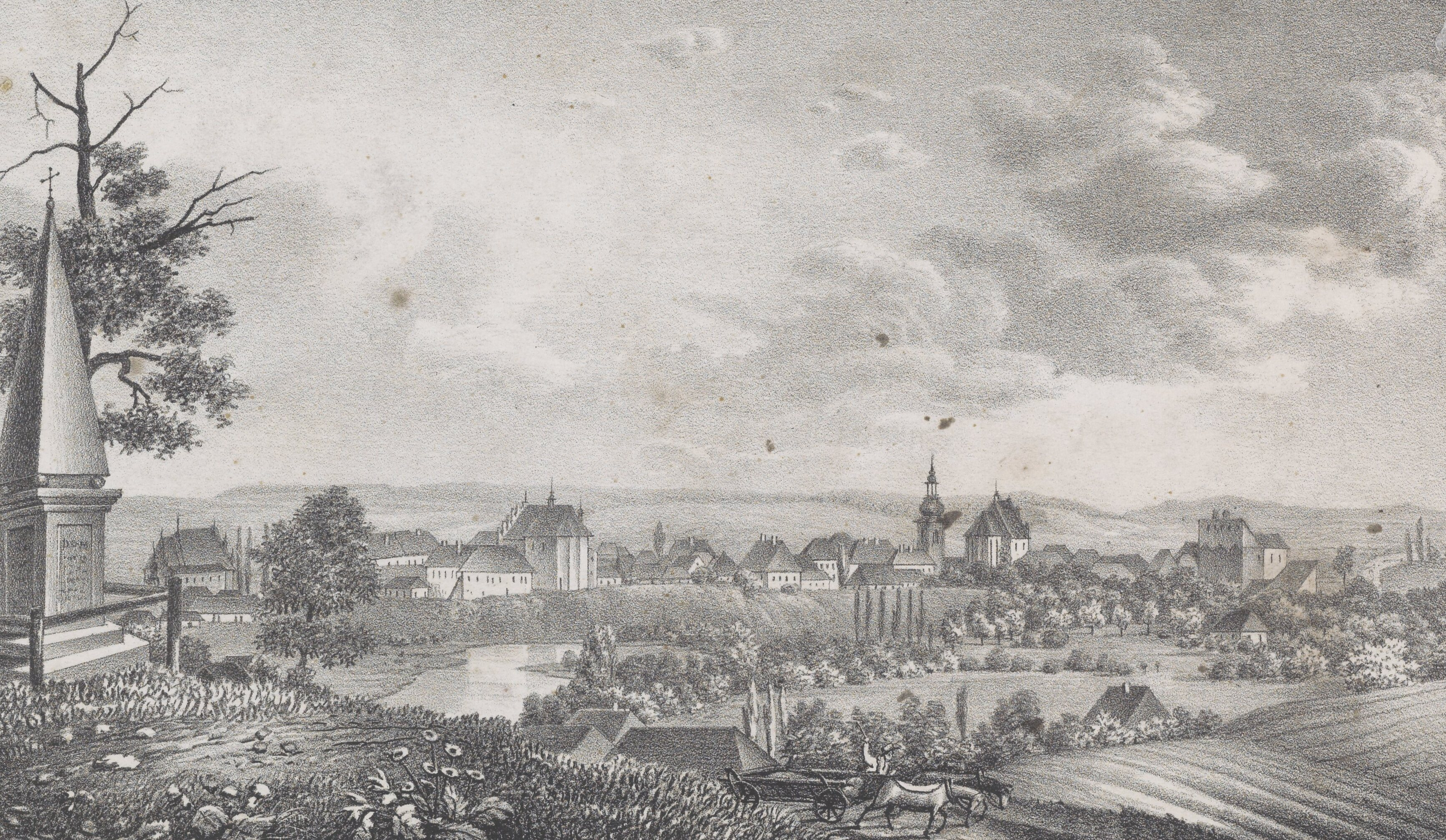
Widok Krosna od strony wschodniej, 1846

- 1768–1772 – okoliczna szlachta wzięła udział w powstaniu Konfederacji barskiej przeciwko zsyłkom, rozbiorowi Polski i wojskom carycy Katarzyny,
- 7 lipca 1768 – przejazd w kierunku Krakowa wielotysięcznej armii Konfederatów barskich, na czele z nowo wybranym marszałkiem Ignacym Jakubem Bronickim, herbu Korwin, dziedzicem Nowotańca.
- 6 kwietnia 1769 – przemarsz Konfederatów barskich Kazimierza Pułaskiego (rannego), po bitwie z wojskami carycy Katarzyny, pod Rogami-Miejscem i Suchodołem. W kwietniu 1769 roku pod Jedliczem, odbył się Zjazd szlachty zawiązującej konfederację i wybierającej jej marszałkiem Adama Parysa (ok. 1740-1817), (którego oficjalne wybrano w Pilźnie 23 kwietnia 1769 roku). W 1769 roku wielokrotnie Krosno zajmowały wojska rosyjskie gen. Iwana Drewicza, powodując wiele zniszczeń.
- 12 czerwca 1772 – na skutek I rozbioru Polski, Krosno zostaje zajęte przez austriacki korpus preszowskiej straży przedniej – gen. Esterházyego. Władze zaborcze i tzw. Królestwa Galicji i Lodomerii, pominęły Krosno jako siedzibę administracji II instancji i przydzieliły do cyrkułu z siedzibą w Dukli. Do siedziby cyrkułu i przełęczy dukielskiej rozbudowano trasy z Przemyśla i do Pilzna omijające Krosno.
- 1773 – cesarz Józef II Habsburg dokonał kasaty klasztorów i zakonów w Galicji w tym zgromadzenia jezuitów w Krośnie, zamiana budynków Kolegium na szpital oraz rozebranie kościoła jezuickiego.
- 1774 – utworzenie świeckiego gimnazjum państwowego, w budynkach zlikwidowanego kolegium jezuickiego w Krośnie.
- 15 marca 1775 – wprowadzenie języka niemieckiego jako urzędowego w szkolnictwie, magistracie i życiu publicznym, a za mówienie po polsku i podobne łajdactwa zapisywano do księgi hańby. Wprowadzenie niemieckiego sądownictwa, zamiast polskich sądów ziemskich i grodzkich.
- 1782 – nowy podział prowincji galicyjskiej powoduje, że Krosno pominięto przy przeniesieniu siedziby cyrkułu w Dukli do Jasła. Krosno odcięto od dawnej trasy, od dawnych rynków zbytu i zanik handlu tranzytowego, a także wzrost austriackich podatków, powodował upadek miasta.
- 1780–1790 – dekrety cesarza Józefa II spowodował utratę wpływów kleru na oświatę i opiekę społeczną (józefinizm), a obiekty klasztorne od 1804 do 1814, jak np. klasztor i kościół franciszkański w Krośnie, zamieniono na magazyny zbożowe i inne obiekty ogólnogospodarcza. 3 stycznia 1810 dekret cesarki powoduje konfiskatę wszelkich kosztowności, w tym złota i srebra w kościołach i klasztorach.
- 1784 – w ramach reform józefińskich zostają zlikwidowane bractwa kościelne, m.in. Świętej Trójcy w Farze i NMP u Franciszkanów.
- 1786 – po zlikwidowanym gimnazjum kościelnym, władze cyrkularne tworzą trywialną świecką szkołę średnią dwuklasową, mieszczącą się w ratuszu w Krośnie. Na mocy zarządzenia cesarza Józefa II z roku 1784 nakazującego lokowanie cmentarzy poza obrębem kościołów, Stary cmentarz przy Kościele Farnym w Krośnie, zostaje zlikwidowany i przeniesiony w nowe miejsce na pagórku nad Wisłokiem (ok. 200 m od Bramy Krakowskiej).
- 1794 – patriotycznie nastawieni mieszkańcy Krosna i okolic, zachęceni przez Aczkiewicza (z Towarzystwa Patriotycznego Polityków we Lwowie), idą walczyć pod Racławicami.
- 1794–1798 – wybudowanie drogi bitej Rzeszów – Strzyżów – Krosno,
- 14 marca 1805 – na mocy cesarskiego dekretu w Krośnie utworzono tzw. magistrat regulowany jako szczebel organizacji samorządowej.
- 1807 – zburzenie kościoła jezuickiego pod wezwaniem Niepokalanego Poczęcia Najświętszej Panny Marii przez Austriaków i sprzedaż jego wyposażenia na licytacji.
- 1809- Krośnianie biorą udział w wojnie polsko-austriackiej, m.in. w czerwcu pod dowództwem gen. Franciszka Ksawerego Krasickiego w ostatniej obronie zamku sanockiego przed wojskami austriackimi.
- 1816 – Święcki w „Opisie starożytnej Polski” pisze, że według Zeilera istnieją w Krośnie; sławne fabryki sukna i rozwinięte rękodzielnie płócienne.
- 25 kwietnia 1818 – pożar ratusza i mieszczącej się w nim szkoły.
- połowa XIX wieku – upadek miasta z powodu nadmiernego fiskalizmu oraz zaniku handlu tranzytowego,
- 1830 – udział krośnian w zrywach niepodległościowych, np. J.K. Szydłowskiego i rzeźbiarza J. Smętkiewicza w powstaniu listopadowym.
- 1845 – Edward Dembowski i Teofil Barwiński, organizują powstańcze komitety ze szlachtą i inteligencją, oraz wybierają dowódcę na Okręg Krośnieńsko-Jasielski Feliksa Bolechowskiego, a po jego aresztowaniu, 15 lutego 1846 r., Franciszka Wolańskiego z Gorlickiego.
- 20 lutego 1846 – w mieszkaniu podoficera ułanów, kupca Marcelego Myczkowskiego, dowódca Franciszek Wolański (rysownik, skryptor Wincentego Pola), po otrzymaniu od Rządu Narodowego decyzji, ogłasza odezwę o wybuchu powstania w nocy z 21/22 lutego. Z rana, powstańcy z okolic Krosna i Brzozowa pod dowództwem Teofila Ostaszewskiego – poszli przez Wzdów i Grabownicę na Sanok. Oddział Feliksa Urbańskiego, (który miał uderzyć na Jasło) wraz z agentem Julianem Goslarem, rozbrojono na targu, tego dnia, w Haczowie i odstawiono z ks. Walentym Zgrzebnym do aresztu w Sanoku. Od Przełęczy Łupkowskiej, z okolic Kalnicy i Leska, miał atakować Sanok mjr Jerzy Bułharyn (b. d-ca pułku powstania listopadowego – dzierżawca Hrabowej Roztoki w węgierskich Karpatach), dowodzący siłami miejscowymi i słowackimi. Po kilku potyczkach, przy dojściu do Zahutynia i bez wsparcia, od północy, wycofał się na Węgry. Franciszek Wolański miał uderzyć na Jasło, ale przy odmówieniu pomocy wojskowej przez Cezarego Męcińskiego z Dukli, usiłował w przebraniu kobiecym, uciec na Węgry, jednak zatrzymały go warty chłopskie i odstawiły do więzienia.
- 1846 – w czasie rzezi galicyjskiej i napadu na dwór Tytusa Trzecieskiego, w Polance chłopi pobili, przygotowujących powstanie narodowe Wincentego Pola i gospodarza. Organizatorów aresztowano. Austriacy do Galicji skierowali 55 tys. wojska. Wystąpienia chłopskie zakończyło się klęską, a uczestników czekało więzienie na Szpilbergu lub kara śmierci na cytadeli we Lwowie, wykonana, jak np. na Teofilu Wiśniowskim czy Józefie Kapuścińskim lub innych.
- 1848 – Wiosna Ludów – Przez Krosno i Przełęcz Dukielską, szli polscy patrioci na pomoc walczącym Węgrom. Utworzono Gwardię Narodową w Krośnie, na czele z krośnieńskim aptekarzem – kpt. Janem Łagońskim, i por. Kamińskim, oraz z Adamem Stojowskim, dziedzicem Potoka i Jedlicze. Antoni Jeziorański został jej instruktorem. Przewodniczącym Rady Narodowej został lekarz Juliusz Kallay, z pochodzenia Węgier.
- 18 lutego 1849 – zabudowania dawnego Kolegium zniszczył pożar.
- 8 października 1850 – W wyniku Rozporządzenia Ministerialnego nr 383 Galicję podzielono na trzy okręgi administracyjne: lwowski, stanisławowski i krakowski. W Krośnie powstało starostwo (z okręgami sądowymi Krosno, Brzozów, Domaradz), w okręgu krakowskim.
- 24 kwietnia 1854 – reorganizacja władz administracyjnych (zgodnie z rozporządzeniem ministerialnym nr 111), tworząca w Krośnie urząd powiatowy, w cyrkule Jasło, w okręgu krakowskim. (Galicję podzielono na okręgi administracyjne: lwowski i krakowski).
- 1856 – założenie w Krośnie przez Tytusa Trzecieskiego i Karola Klobassę pierwszej w świecie spółki poszukiwania i wydobywania ropy, oraz utworzenie pod kierownictwem pierwszego konstruktora lampy naftowej, Ignacego Łukasiewicza, pierwszej kopalni i budowa jednej z pierwszych na skalę światową destylarni oleju skalnego. Krosno i Bóbrka stają się kolebką przemysłu naftowego.
- 1861 – Ignacy Łukasiewicz adaptuje browar w Polance na destylarnię ropy naftowej i rozpoczyna działalność naftowca jako jeden z trzech współwłaścicieli spółki naftowej.
- 1863 – dwunastu mieszkańców Krosna, m.in. lekarz Dionizy Mazurkiewicz, wydawca Przemysłu Górniczego – Leon Ligenza, Jan Nepomucen Gniewosz, poeta – Franciszek Waligórski, August Lewakowski wyrusza, by walczyć w powstaniu styczniowym. Kilku z nich poległo, a np. 30-letni poeta, prof, lwowskiej szkoły realnej Franciszek Waligórski był ranny w bitwie pod Rybnicą (Sandomierskie) w dniu 28 października 1863 r. Władze zaborcze na czas powstania ogłaszają w Galicji stan wojenny.
- 1864–1867 – Krosno stolicą Prowincji Galicyjskiej oo. Kapucynów. W klasztorze krośnieńskim mieszka ojciec prowincjał Józef Krzysik.

## Krosno w dobie autonomii galicyjskiej
- 1867 – Galicja, a w niej Krosno, otrzymują autonomię, ze złagodzeniem ucisku narodowego, w celu przeobrażeń polityczno-ustrojowych i z możliwościami utworzenia miejskich instytucji autonomicznych oraz samorządowych.
- 12 stycznia 1867 – według Rozporządzenia Ministerialnego nr 14, reorganizacja administracji z podziałem Galicji na 74 powiaty (starostwa) i utworzenie powiatu krośnieńskiego oraz powstanie starostwa w Krośnie, obejmującego trzy miasta, dwa miasteczka Duklę i Żmigrod i 104 wsie. Powiększenie Krosna o wieś Guzikówka.
- 13 września 1872 – w pożarze miasta spłonęło wyposażenie kościoła Franciszkanów.
- 1872–1884 – budowa linii kolejowej ze Stróż przez Krosno, do Zagórza, a w 1890 r. łączącej Rzeszów z Krosnem.
- 1874 – powstanie Towarzystwa Zaliczkowego.
- 1876 – prekursorska działalność lotnicza w Krośnie Adama Ostaszewskiego wynalazcy pionowzlotu i odrzutowych samolotów.
- 1878 – wydzielenie ze Starostwa krośnieńskiego Sądu Powiatowego w Żmigrodzie i przydzielenie go do Starostwa jasielskiego.
- 1883-1887 rozbudowa miasta przez burmistrza Krosna Modesta Humieckiego (1842-1899)
- 1884 – do Krosna doprowadzono Kolej Transwersalna łączącą Čadcę z Husiatynem.
- 1887 – utworzenie pierwszej w Polsce szkoły zawodowej Krajowej Szkoły Tkackiej i Zakładu Artystyczno-Rzeźbiarsko-Snycerskiego Andrzeja Lenika.
- 1888 – Wojciech Lenik założył pierwszą drukarnię w Krośnie.
- 1892 – powstanie niepodległościowego Towarzystwa Gimnastycznego „Sokół” (i przy nim Drużyny Strzeleckiej w 1911 r., biorącej udział w wyzwalaniu Polski i w walkach o Lwów). Inicjatorami Sokoła w 1891 r. byli Jan Als i Tomasz Kotula, a Przewodniczącym dr Jan Kanty Jugendfein.
- 15 sierpnia 1892 – utworzenie 6-klasowej, uzupełniającej szkoły przemysłowej (późniejszego Zespołu Szkół Mechanicznych, a obecnie Zespołu Szkół Ponadgimnazjalnych nr 3).
- 1894 – powstanie Seminarium Nauczycielskiego Męskiego.
- 1897 – w brytyjskim urzędzie patentowym Jan Szczepanik nauczyciel z Krosna, opatentował telektroskop (telewizję), czyli aparat do produkowania obrazów na odległość, za pośrednictwem elektryczności.
- 1898 – otwarcie pierwszej w Polsce Szkoły Rolniczej w Suchodole.
- 1900 – utworzenie (dzięki staraniom burmistrza dr. Feliksa Czajkowskiego) pierwszej szkoły średniej C.K.Szkoły Realnej (obecnie I liceum Ogólnokształcące) na czele z kierownikiem mgr Kasprem Brzostowiczem.
- 14 września 1900 – Pobyt w Krośnie władcy Austro-Węgier – Franciszka Józefa, w czasie wielkich manewrów wojskowych.
- 1901 – utworzenie przez Michała Mięsowicza pierwszej Krajowej Fabryki Zegarów Wieżowych (funkcjonującej do 1938 r.), nagradzanej za swe wyroby na licznych wystawach krajowych i zagranicznych oraz zdobycie złotego medalu na Międzynarodowej Wystawie Przemysłowej w Paryżu za wystawiony tam zegar wieżowy.
- 9 czerwca 1901 – Okręgowy Zlot Sokoła w Krośnie.
- 1 sierpnia 1901 – uruchomienie powiatowego Szpitala Jubileuszu Cesarskiego, pw. bł. Jana z Dukli, (z 50 łóżkami, przy ul. Grodzkiej), z pierwszym dyrektorem dr. wszech nauk med. Karolem Kaczkowskim.
- 1905 – uruchomienie Zakładów Rafinerii Ropy Naftowej, przez co Krosno stało się znacznym ośrodkiem przemysłu naftowego.
- 6 lutego 1905 – w Białobrzegach Franciszkańskich (obecnie dzielnica Krosna) urodził się Władysław Gomułka (zm. 1 września 1982 w Konstancinie) – polski polityk, działacz komunistyczny, I sekretarz KC PPR (1943-1948), I sekretarz KC PZPR (1956–1970), poseł na Sejm Ustawodawczy oraz na Sejm PRL II, III, IV i V kadencji.
- 1910 – powstała Liga Niepodległości w Krośnie, na bazie której tworzono Związek Strzelecki.
- 1910 – powstanie Związku Strzeleckiego w Krośnie – dzięki inicjatorowi St. Szeptyckiemu z Korczyny i Antoniemu Orlewiczowi (adwokatowi).
- W październiku 1912 r. Józef Kwaciszewski organizował Strzelca w Białobrzegach, którego komendantem został Jan Paczosa.
- 1912 – powstanie Oddziału Strzeleckiego (pod dow. Stanisława Moronowicza) przy Sokole w Krośnie.
- W lutym 1913 r. naftowcy; Stanisław Iwański oraz dyr. rafinerii Władysław Wachal (1895-1975), z synami legionistami Władysławem i Tadeuszem założyli Związek Strzelecki Pracowników Rafinerii Nafty w Krośnie. Komendantem krośnieńskiego „Strzelca” został Stanisław Moronowicz, a w 1914 r. Stefan Tomma.
- 14 czerwca 1913 – Józef Piłsudski – Główny Komendant Okręgu Związku Strzeleckiego w Rzeszowie, w towarzystwie współzałożyciela Strzelca Kazimierza Sosnkowskiego, obserwował ćwiczenia bojowe w Polance. Około 500 strzelców z Rzeszowa, Krakowa i Lwowa, biorących udział w tych manewrach, walczyło potem w VI batalionie I Brygady. Józef Piłsudski tego dnia odebrał defiladę na krośnieńskim Rynku.
- 1914 – uruchomienie pierwszej elektrowni.

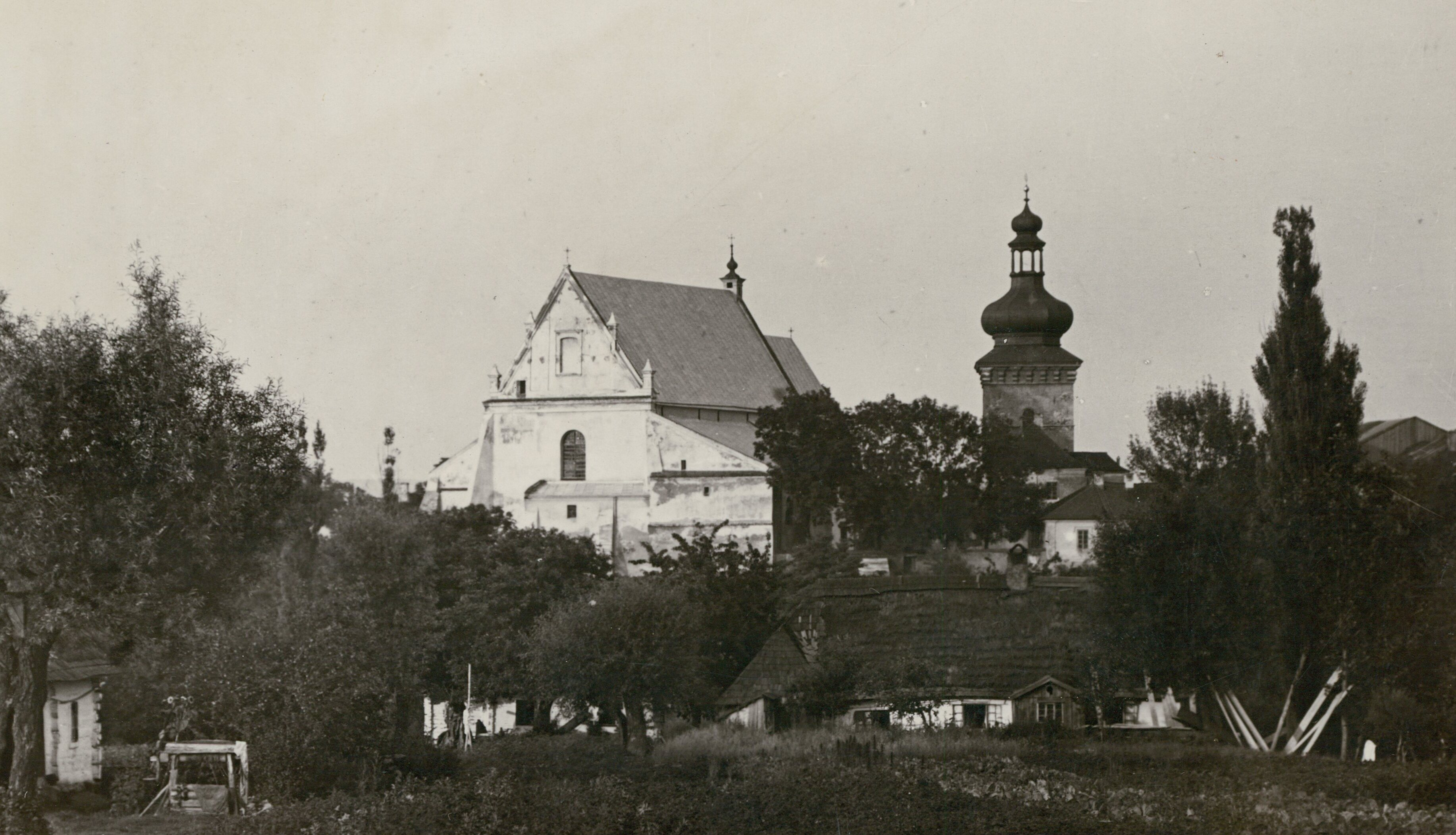
Kościół Świętej Trójcy, około 1910
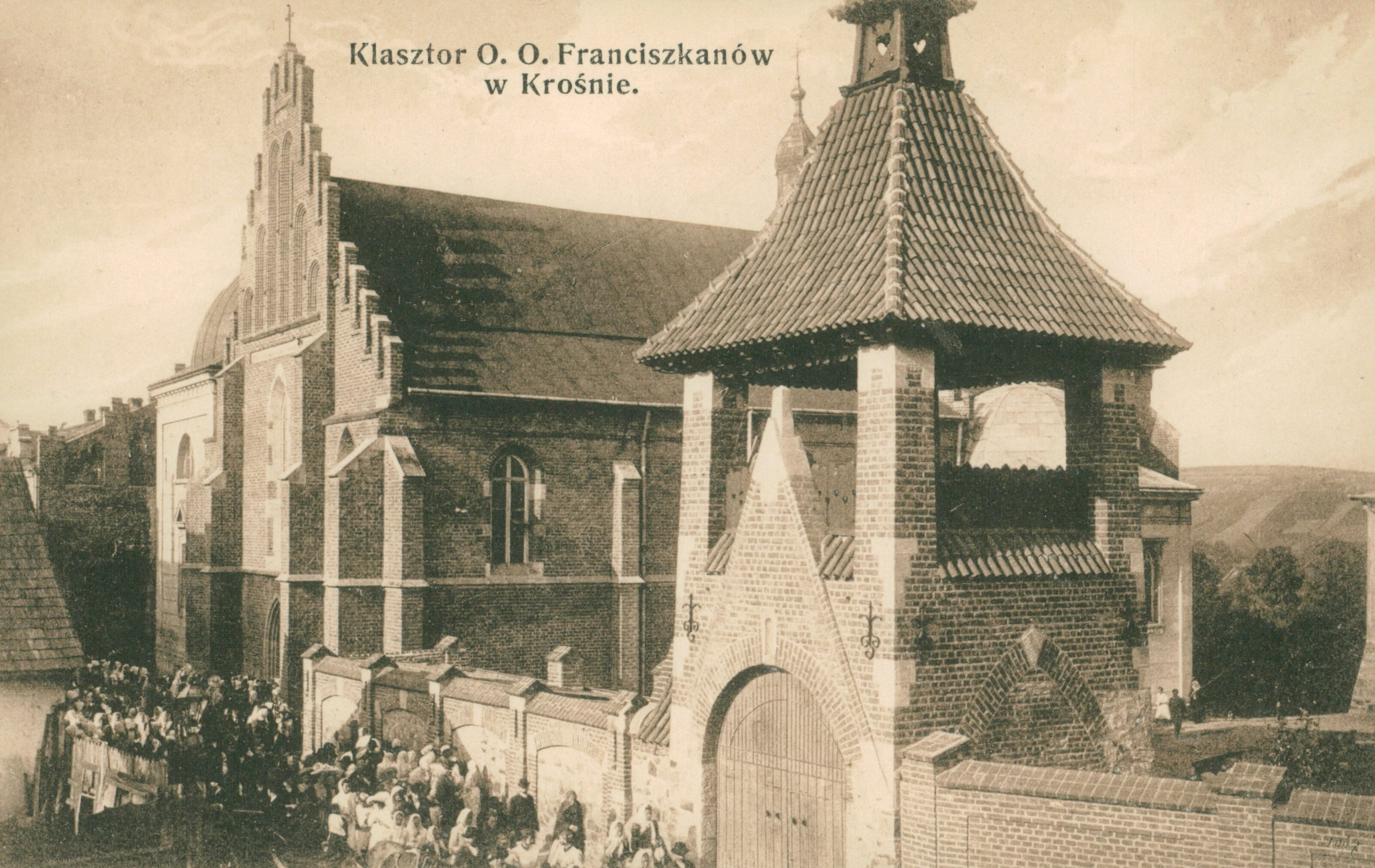
Kościół franciszkanów, po 1906
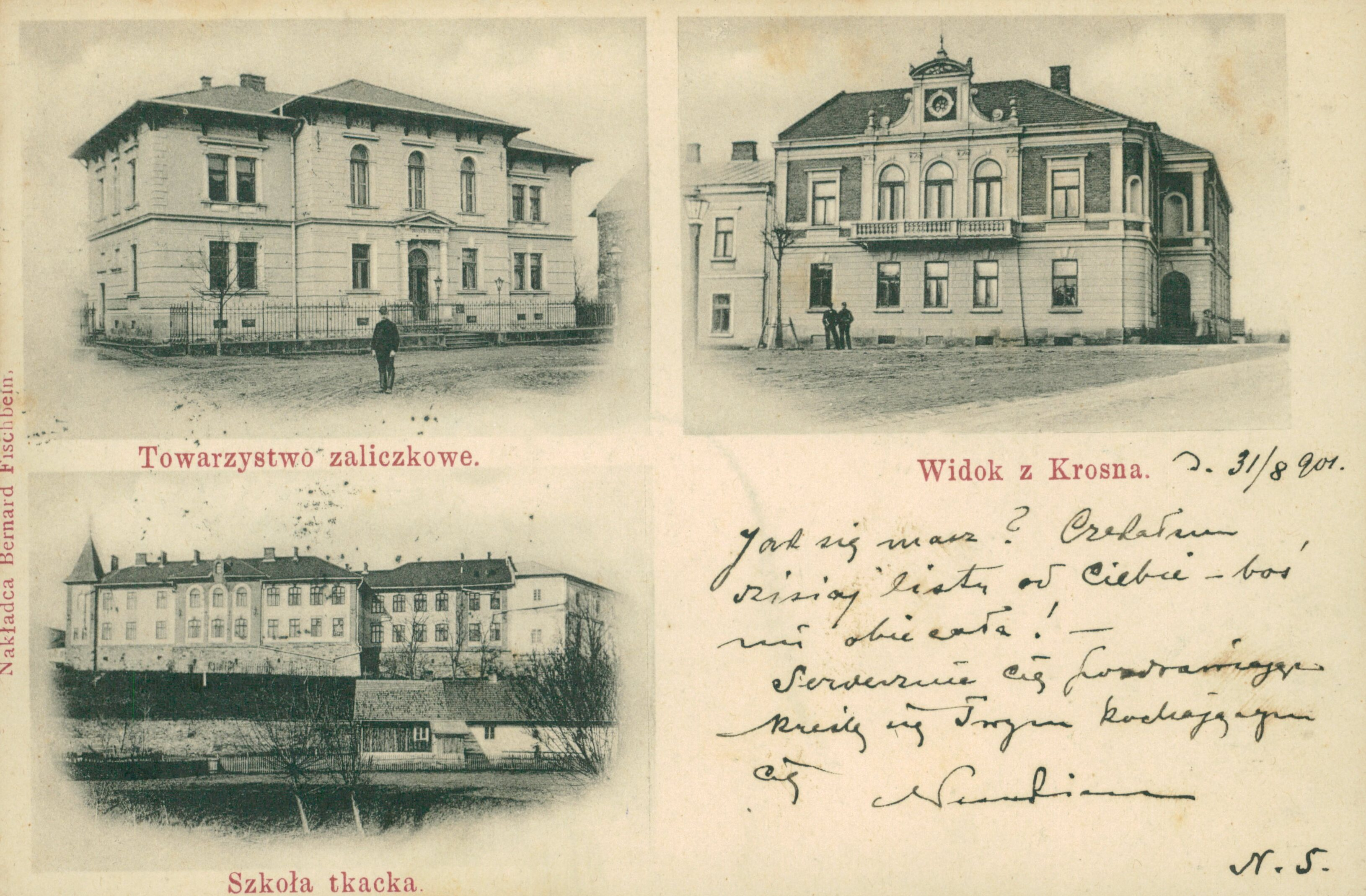
Widoki Krosna, około 1901
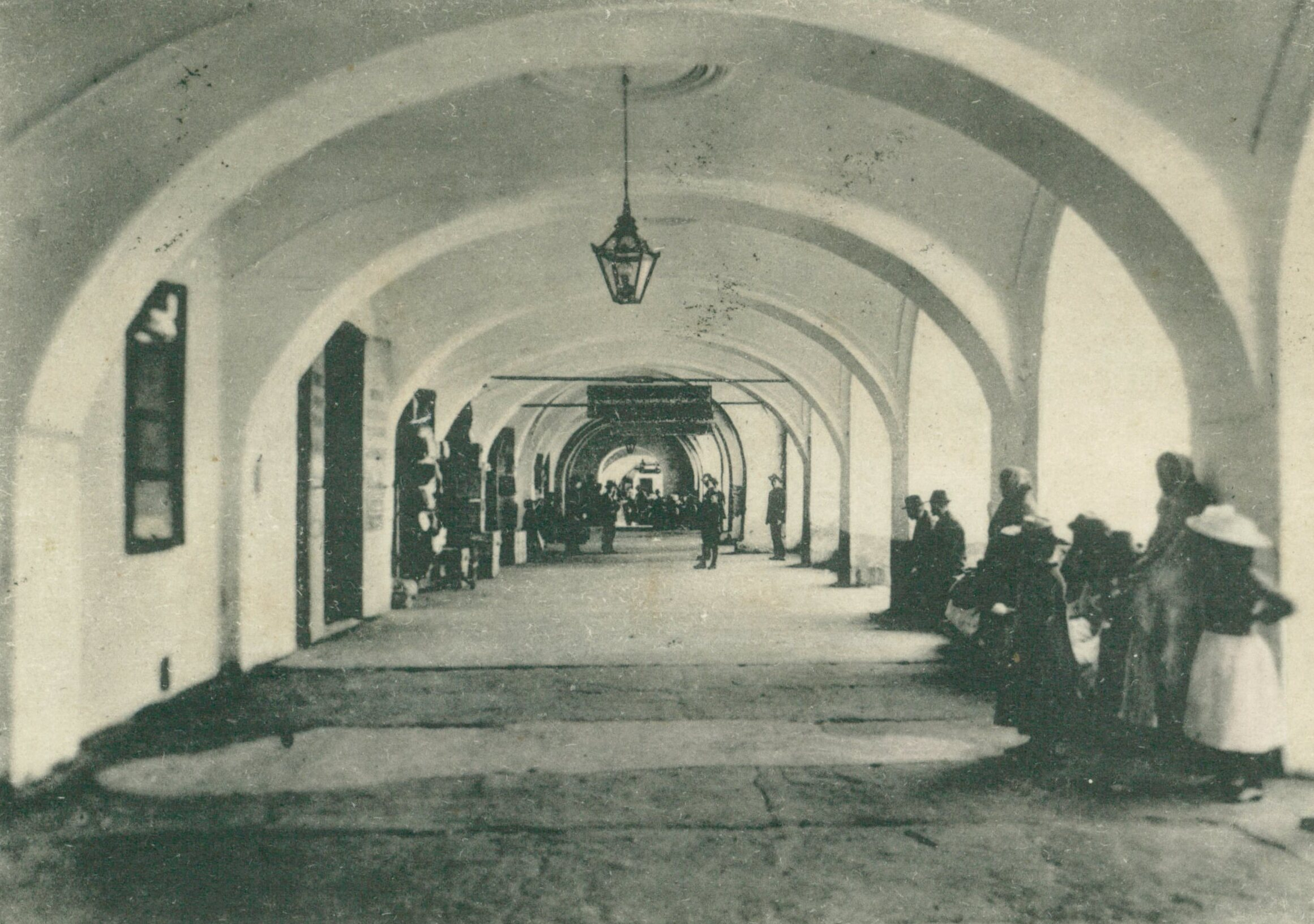
Podcienia w Rynku, po 1905

## I wojna światowa
- 28 czerwca 1914 – dzień po zakończeniu roku szkolnego, wiadomość o zamachu na arcyksięcia Austro-Węgier Franciszka Ferdynanda w Sarajewie dotarła do Krosna. Austro-Węgry wypowiedziały wojnę Serbii.
- 29 i 30 lipca Józef Piłsudski zarządził częściową mobilizację i koncentrację strzelców. Dzień później podporządkował sobie PDS, a 2 sierpnia za zgodą władz austriackich rozpoczął mobilizację i koncentrację wszystkich drużyn z Galicji.
- 1 sierpnia 1914 – wybuch I wojny światowej, powstanie Komitetu Narodowego w Krośnie i ogłoszenie przez zaborców mobilizacji do wojsk austro-węgierskich. Komitet Narodowy zarządził ograniczoną mobilizację Polowych Drużyn Sokolich, i skautów, „Strzelca” i Polskich Drużyn Strzeleckich jako zalążek Wojska Polskiego oraz przekazał Józefowi Piłsudskiemu zwierzchnictwo nad polskimi siłami zbrojnymi, który zawiązał z nich 3 sierpnia 1914 w Krakowie, w Oleandrach; I Kompanię Kadrową.
- 4 sierpnia 1914 r. pierwsi ochotnicy wyruszyli do Legionów J. Piłsudskiego; m.in. Marian Ocetkiewicz.
- 21 sierpnia 1914 r. wymaszerowało dalszych 115 Strzelców, a wreszcie 17 września kolejnych 200 ochotników. W sumie do Legionów walczących w VI batalionie I Brygady zgłosiło się 500 strzelców z Krosna. Na ich cel Rada Powiatu w Krośnie, z dobrowolnie opodatkowanych składek krośnian, przekazała 20 tys. koron. Większość Członków Związku Strzeleckiego, wraz z komendantem Janem Paczosą, w ramach mobilizacji, została wcielona do armii austriackiej. Komendantem uzupełnianej kompanii Związku Strzeleckiego w Białobrzegach został Józef Kwaciszewski.
- 27 sierpnia 1914 roku powstał w Krośnie Powiatowy Komitet Narodowy. Do komitetu zostali wybrani: ks. Edward Janicki (wicemarszałek powiatu krośnieńskiego i proboszcz w Jedliczu) jako prezes, Jan Kanty Jugendfein jako zastępca prezesa oraz Wiktor Sikorski jako sekretarz.
- 7 września 1914 – przez Krosno do Jasła, w otwartych wagonach, przejeżdża owacyjnie witany Legion Wschodni (ok. 5 tys. legionistów). Na skutek napływu chętnych z Krosna, i z okolic, ta liczba wzrasta w Jaśle do 6 tys. żołnierzy.
- 16 września 1914 – po otrzymaniu sztandaru, i złożeniu przysięgi, w pierwszych dniach września, przed budynkiem Sokoła w Krośnie, wyjazd pociągiem kompanii Józefa Kwaciszewskiego do Krakowa i włączenie do II batalionu Legionów.
- 1914 – w trakcie I wojny światowej i walk bratobójczych, (bo wcielonych Polaków do oddziałów rosyjskich i austriackich), miasto kilkakrotnie przechodzi z rąk do rąk.
- 25 września 1914 – mimo obrony, wkraczają grabieżcze oddziały rosyjskie. Aresztowanie i wywiezienie do Lwowa organizatorów Komitetu Narodowego m.in. ks. Edwarda Janickiego (dziekana z Jedlicza), który po kilku miesiącach zmarł w więzieniu oraz nauczyciela Andrzeja Szafrańskiego, zesłanego potem w głąb Rosji. Na czele Komitetu stanął burmistrz Krosna Jan Kanty Jugendfein.
- 14 października 1914 – Krosno odbijają Austriacy,
- 8 listopada 1914 – Rosjanie z gen. Brusiłowem w Krośnie
- 12 listopada 1914 Austriacy atakują na przełęczach karpackich – pod Grabiem, Barwinkiem i Konieczną i m. Golcowa.
- 24 listopada 1914 – w Krośnie instaluje się w gmachu sądu Sztab 8 Armii Rosyjskiej wraz z jej naczelnym dowódcą gen. Brusiłowem.
- 15 grudnia 1914 – po czterodniowej bitwie i po ostrzeliwaniu miasta z artylerii, Krosno, w którym zgruzowano wiele budynków i zginęło kilkunastu mieszkańców, odbijają Austriacy a potem atakują na północ od miasta, tocząc boje na linii Wisłoka i Dunajca.
- 21 – 26 grudnia 1914 r. – walki nad Lubatówką w Suchodole. Około tysiąca poległych chowają na najbliższym cmentarzu. (Kwatery wojenne z I wojny światowej zlikwidowano w czasach PRL).
- 27 grudnia – 8 maja 1915 r. – okupacja rosyjska.
- 7 – 8 maja 1915 r. – kontratak i obrona nad rzeką Wisłok przez resztki z trzech dywizji X Korpusu rosyjskiego (głównie kaukaskiego) w bitwie pod Krosnem. Dowództwo rosyjskie próbowało przeciwstawić się ofensywie niemiecko-austriackiej, ale pomimo przejściowego sukcesu, kontrataku Rosjanom nie udało się zatrzymać i walki zakończyły ponowną klęskę, a ataki niemieckich i austriackich samolotów na szlaki komunikacyjne armii rosyjskich, stały się przyczyną rosyjskiego panicznego odwrotu. Na Krosno spuszczono kilkadziesiąt bomb i zniszczono wiele budynków. Austriacka 12 Dywizja Piechoty atakowała linię Potok – Jaszczew. Po bitwach pod Gorlicami, (gdzie dowodził gen. Tadeusz Rozwadowski 12 Brygadą Artylerii w 12 „Krakowskiej”), pod Rzepiennikiem, Odrzykoniem, Krościenkiem i Kombornią, pod Rzeszowem i Sanokiem, wojska państw centralnych, w ciągu 10 dni maja, wzięły do niewoli 140 tys. jeńców, i zdobyły 100 dział i 300 karabinów maszynowych. Krosno zostało w części zniszczone i ograbione.
- 9 maja 1915 – książę Mikołaj Mikołajewicz wydał armiom rozkaz odwrotu na linię Dniestr – San, co przyniosło Rosjanom straty w ludziach i sprzęcie. Magazyny rosyjskie w Krośnie, których nie zdołano ewakuować, zostały podpalone i płonęły przez kilka dni. Rosjanie opuszczają Krosno, Iwonicz i Rymanów. Pod Krosnem m.in. został ranny Wicenty Kaczyński (1870–1932) – pułkownik artylerii Armii Imperium Rosyjskiego i generał brygady Wojska Polskiego
- Od 15 maja 1915 – Krosno wolne od wojsk zaborczych: rosyjskich i austriackich. Jednak 16 maja 1916 toczą się pod miastem jeszcze walki. Spośród krośnian wyróżnili się; gen. Stanisław Pelc z POW, odznaczony Krzyżem Niepodległości z Mieczami i płk. Gustaw Świderski, z I Brygady, odznaczony Virtuti Militari za to, że pod Łowczówkiem, na czele kilkuosobowego patrolu, wziął do niewoli dowództwo rosyjskiego pułku piechoty.

## Okres międzywojenny
- Luty 1918 – protest krośnian przeciwko traktatowi brzeskiemu oddającemu Chełmszczyznę i Podlasie fikcyjnie utworzonej przez Niemcy i Austro-Węgry; Centralnej Radzie Ludowej Ukrainy. W Krośnie utworzono Komitet Pomocy dla Górnego Śląska.
- 28 października 1918 – Polska Komisja Likwidacyjna, tworzy w Krośnie polskie władze miejskie i powiatowe, celem: ochrony ludności i mienia, oraz przejęcia władzy z rąk austriackiego zaborcy, a potem Rada Regencyjna w Warszawie ogłasza Manifest do narodu, proklamujący powstanie Państwa Polskiego. Komisarzem likwidacyjnym na powiat krośnieński mianowany został dr Jan Kanty Jugendfein – burmistrz krośnieński i adwokat, a starostą dr Stefan Żelechowski. Zniesiono naukę języka niemieckiego w klasie III i IV szkół ludowych i historię austriacką w szkołach średnich.
- 1918 – uzyskanie zgody na budowę międlarni i przędzalni lnu – późniejszych Zakładów Przemysłu Lniarskiego „Krosnolen”.
- 3 listopada 1918 – w Krośnie znikły wszystkie napisy niemieckie i orły austriackie oraz zawieszono flagi polskie. Grupa oficerów organizuje pobór do oddziałów polskich w celu przeciwstawienia się Ukraińcom podchodzącym pod Sanok. Miastem zarządza Polski Komitet Narodowy.
- 14 listopada 1918 – dowódca pierwszej kompanii krośnieńskiej, batalionu sanockiego por. Stanisław Maczek, wyrusza na odsiecz Lwowa (stolicy swojego województwa). Po początkowych sukcesach pod Sanokiem, Leskiem Ustrzykami, Chyrowem i Felsztynem, uderzenie polskie się załamało. Krośnianie walczą o granicę Polski, m.in. inż. Stanisław Bergman dowódcą I Kompanii Kulparkowskiej, z Komendantem Okręgu Lwowskiego POW Ludwikiem de Laveaux (z ówczesnego pow. krośnieńskiego).
- 1919 – rozpoczęcie budowy gazociągu i uruchomienie odlewni żeliwa (opartej na gazie ziemnym)w Polance.
- 1920 – napaść bolszewików na Polskę, czyli wojna polsko-bolszewicka. 18 sierpnia 1920 – 1 Dywizjon 2 Pułku Strzelców Konnych stoczył w ramach wyprawy na Kijów z nacierającą od Zadwora za sowiecką kawalerią Siemiona Budionnego bitwę pod Krosnem. Krośnieńska młodzież gimnazjalna wzięła udział w walkach w okolicach Firlejówki oraz Lwowa. 14 września na wiecu ok. 2000 robotników z powiatu krośnieńskiego przyjęto rezolucję domagającą się zakończenia wojny z bolszewicką Rosją[6]; klęską kończy się pobór do wojska – do przeglądu zgłaszają się tylko poborowi z jednej na 28 gmin krośnieńskich[7]).
- 4 kwietnia 1921 – dr Jan Kanty Jugendfein – burmistrz krośnieński, powitał premiera RP Wincentego Witosa w Krośnie.
- 1923 – rozpoczęcie budowy zakładów szklarskich „Polskie Huty Szkła” SA (obecnie Krośnieńskie Huty Szkła) na posiadłościach wykupionych od hrabiny Kaczkowskiej. Krosno stało się największym ośrodkiem przemysłu szklarskiego w Polsce.
- 1924 – powiększenie miasta o wsie: Krościenko Niżne (dzielnica Krosna) i Białobrzegi. Powołanie powiatowego Komitetu Wychowania Fizycznego (przew. starosta krośnieński E. Rappe).
- 1928 – władze Krosna, na wniosek gen. Ludomiła Rayskiego przekazały teren pod budowę Lotniska w Krośnie i rozpoczęto jego budowę, oraz Zakładów Gumowych „Wudeta”. Ponadto:
  - Od 8 września 1928 – do końca roku – wydawano pismo Związku Legionistów Polskich „Głos Krośnieński”
  - oddanie do użytku stadionu sportowego przy ulicy Bursaki,
  - powstanie Klubu Sportowego RKS „Krośnianka”.
  - założono Karpaty Krosno, polski klub piłkarski z Krosna.
  - 6-tygodniowy strajk w „Polskich Hutach Szkła”, związany z zaleganiem wypłat za urlopy. Za udział w strajku z zakładu zostali zwolnieni: Roman Bauer, Antoni Karczewski, Stanisław Kmon, Stefan Fugas, ponadto: Władysław Walczak, Stanisław Ring, August Futiakiewicz zostali skazani na kary więzienia od 6 do 12 miesięcy,
- 22 lipca 1929 r. gościem Małopolskiego Towarzystwa Naftowego, w pałacu w Polance był prezydent Ignacy Mościcki.
- 1931 – Sprowadzenie Sióstr Klawera, które zakładają drukarnię misyjną i wznoszą pierwszy w Polsce dom zakonny w Krośnie (w latach 1929–1930), według projektu krośnieńskiego architekta, twórcy stylu podkarpackiego Stanisława Bergmana.

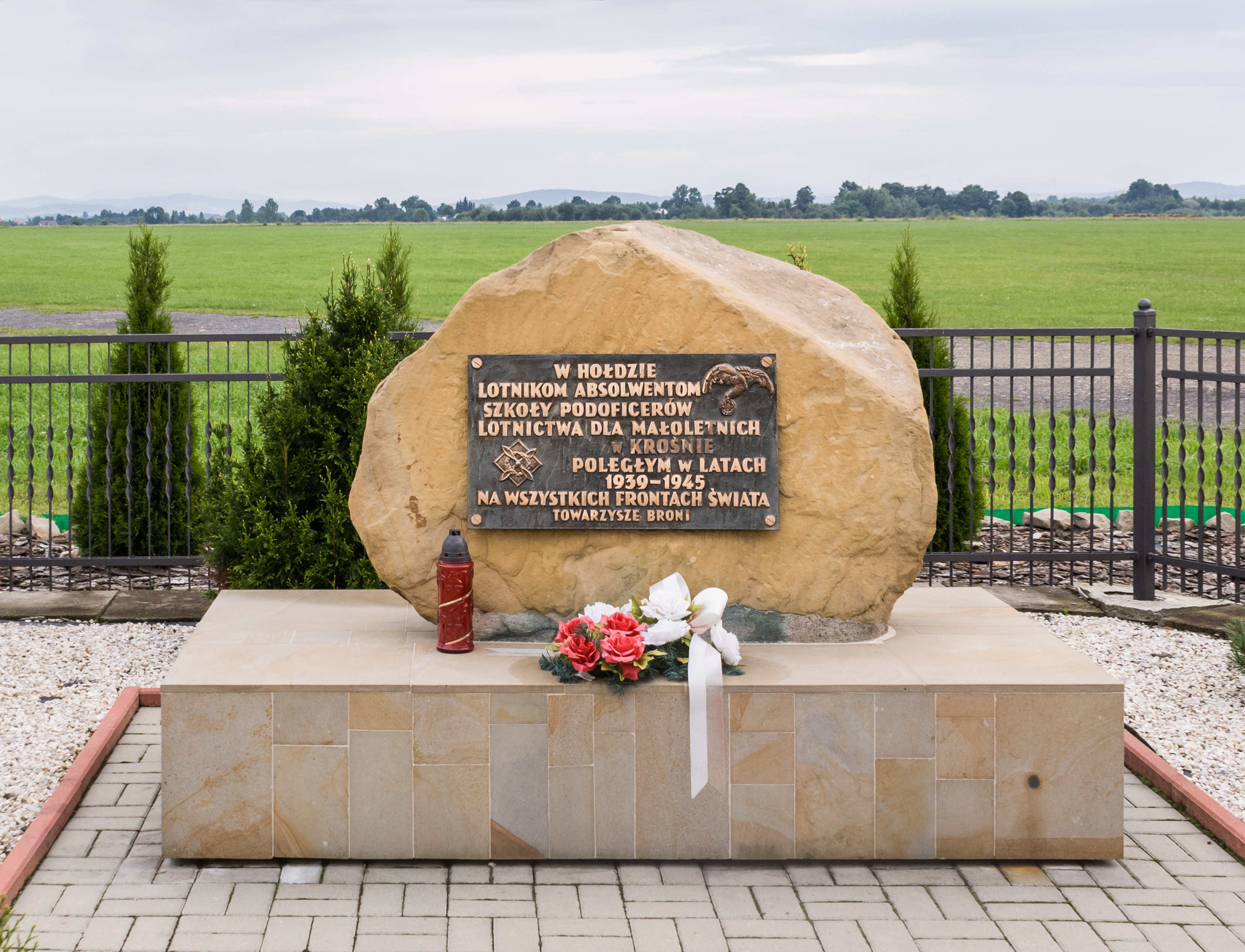
Tablica pamiątkowa w hołdzie absolwentom Szkoły Podoficerów Lotnictwa dla Małoletnich w Krośnie poległym w latach 1939–1945

- 12 kwietnia 1932 – uroczystość poświęcenia lotniska w Krośnie, którą uświetnili pokazami dwaj piloci: płk. inż. Ludomił Rayski (b. uczeń krośnieński, dowódca i współtwórca polskiego lotnictwa, szef Departamentu Lotnictwa od 1926 do 1939 r.), i kpt. Bolesław Orliński, znany z przelotu Warszawa – Tokio dł.10 300 km. Na krośnieńskim lotnisku trwały prace nad wykorzystaniem patentów lotniczych, m.in. Adama Ostaszewskiego ze Wzdowa.
- 23 października 1932 – uroczystości odsłonięcia pomnika Ignacego Łukasiewicza.
- 1936 – ks. Stanisław Bełch przy wspieraniu przez ks. Józefa Bełcha, zorganizował Zjednoczenie Zawodowe „Praca Polska” w Krośnie.
- 1936 – podjęto starania w celu budowy zakładu zdrojowego. Strajk w hucie szkła, związany z niewypłacaniem przez 2 lata wynagrodzenia. Rezultatem strajku było przejęcie huty przez bank „Riper Habera”, który w ciągu miesiąca uregulował zaległości.
- 1937 – w ramach programu budowy Centralnego Okręgu Przemysłowego (COP) Zjednoczone Zakłady Włókiennicze „Karol Scheibler i Ludwik Grohman, S.A.” z Łodzi zostały zmuszone do wykupienia krośnieńskich zakładów lniarskich, podówczas drugich co do wielkości w Polsce po zakładach żyrardowskich[8].
- 1938 – przeniesienie z Bydgoszczy do Krosna, jedynej w Polsce, Szkoły Podoficerów Lotnictwa dla Małoletnich[9].
- maj 1939 – sformowanie Batalion Obrony Narodowej „Krosno” (typu IV) w składzie Podkarpackiej Brygady ON.

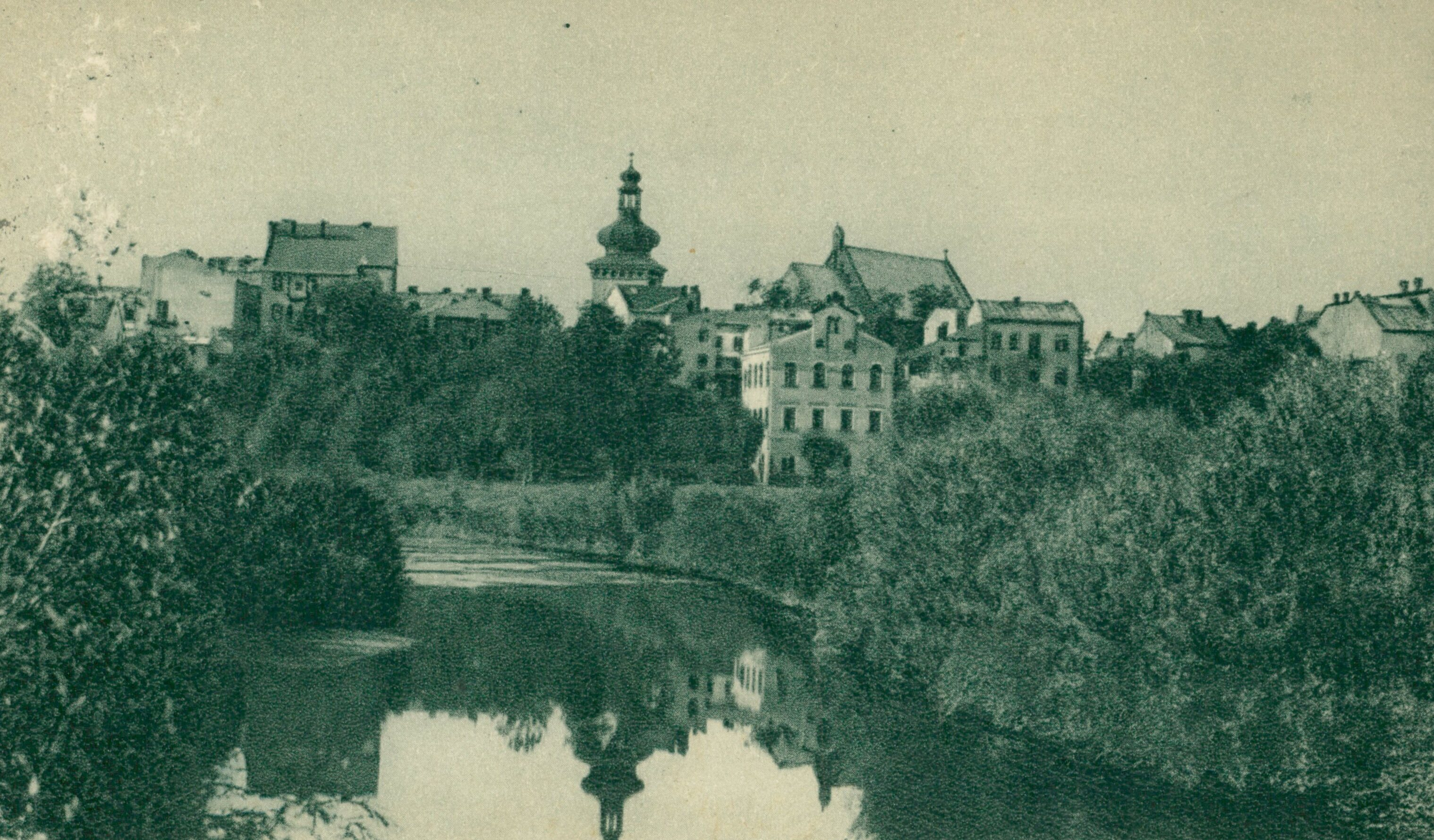
Widok od strony Wisłoka, przed 1934
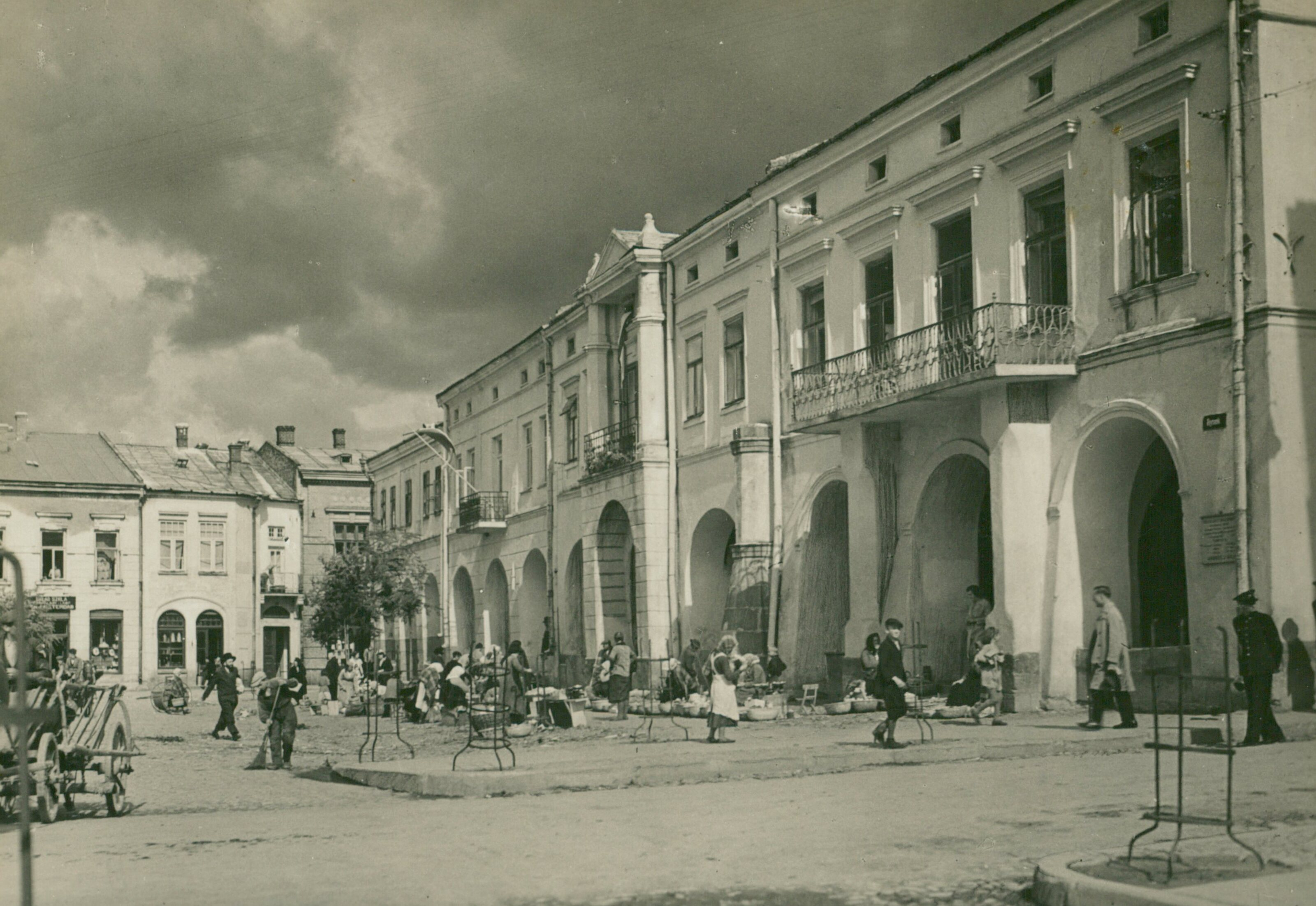
Rynek, 1939
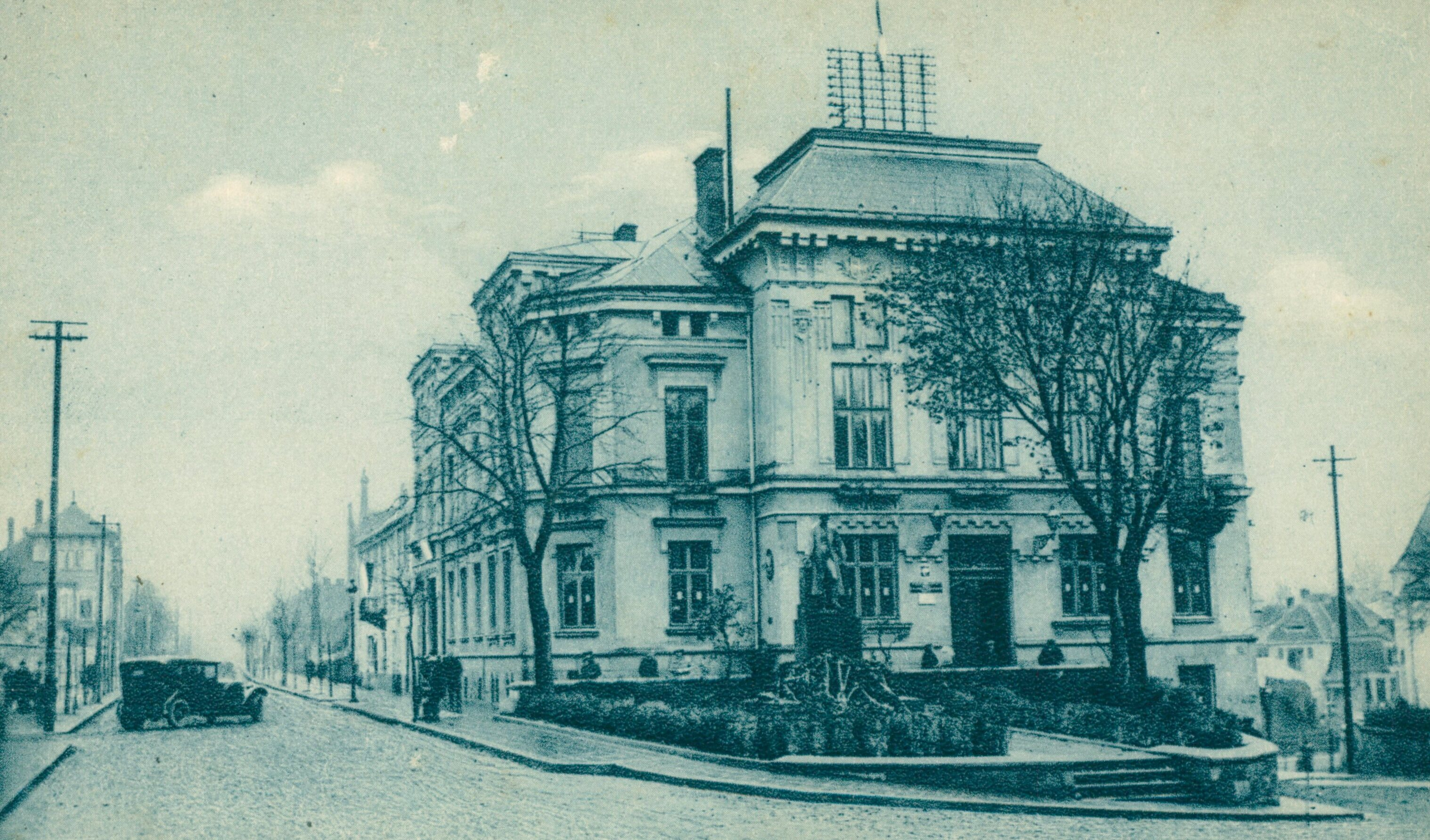
Wydział powiatowy, 1934
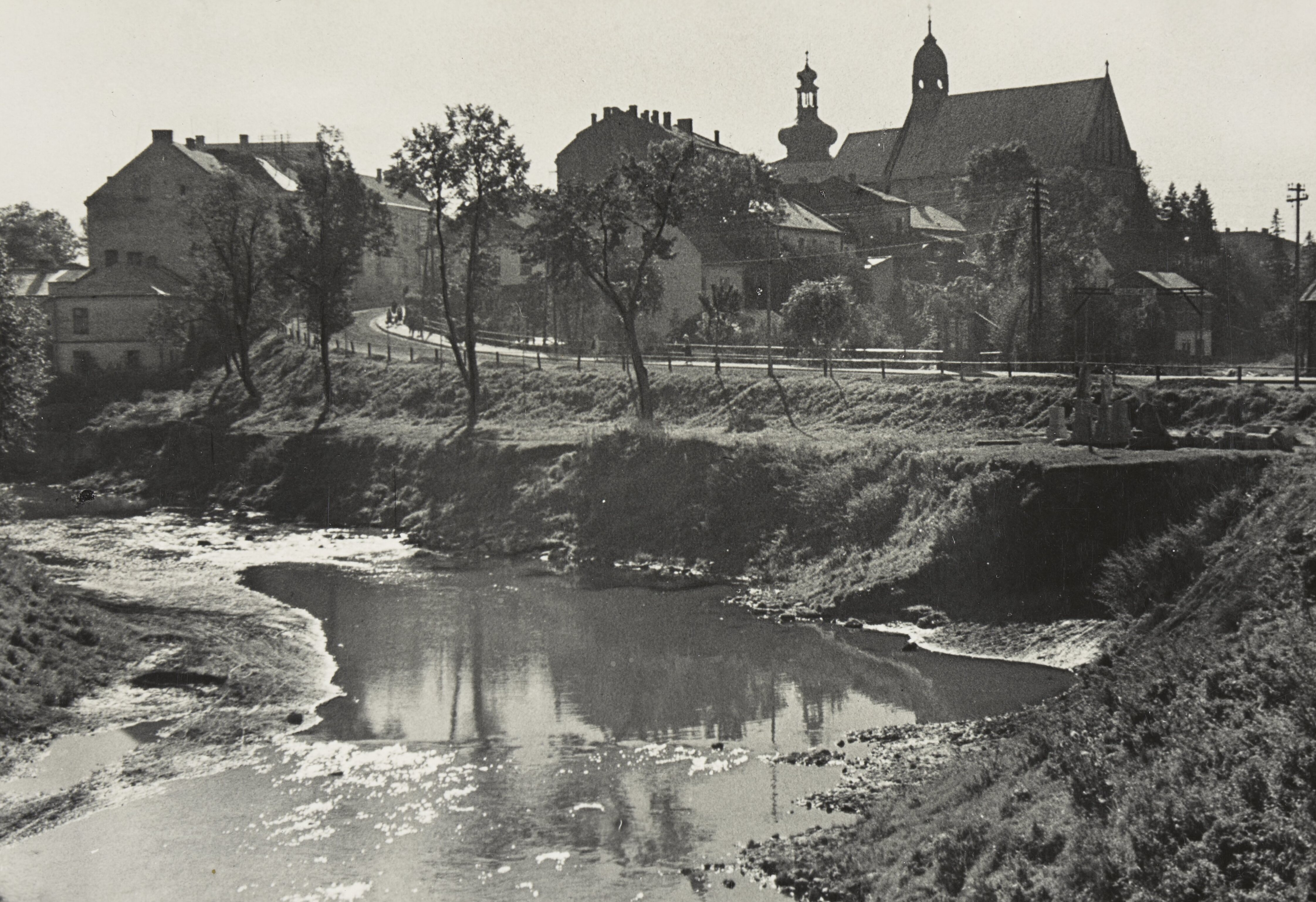
Kościół farny, 1939

## II wojna światowa
- 1 września 1939 o godz. 6 i 11 – bombardowanie lotniska przez niemieckie samoloty Dornier Do 17 F z 14 Pułku Lotnictwa Rozpoznawczego Luftwaffe (trzy eskadry po 10 maszyn), startujące z lotnisk w Spiskiej Nowej Wsi na Słowacji i Bad Vöslau w Austrii. 6 i 7 września bombardowanie dworca PKP i Zakładów Gumowych Wudeta. W wyniku bombardowań zginęło kilkanaście osób[10]. Batalion ON „Krosno” pod komendą kpt. Antoniego Melnarowicza wszedł w skład 2 Pułku Piechoty „Karpaty” z 3 Brygady Górskiej (dowodzonej przez płk. Jana Kotowicza).
- 7 września 1939 – potyczki obronne Batalionu ON "Krosno", który wraz 2 i 3 Brygadą Górską tworzył Grupe Operacyjną „Jasło”, należącą do Armii „Karpaty”. Oddziały te wycofały się w kierunku Rymanowa i Sanoka[11].
- 8 września 1939 – 2 Brygada Górska pod dowództwem płk. Aleksandra Stawarza wycofywała się z Gorlic i Jasła do Krosna, gdzie zmęczone pododdziały, nie zdążyły wystawić ubezpieczeń. Wieczorem (ok. g. 21) do miasta wjechał zmotoryzowany oddział „Lang” płk. Karla Wintergersta z niemieckiej 1 Dywizji Górskiej, który zastosował manewr oskrzydlający z dwóch kierunków, połączony z głównym uderzaniem od strony zachodniej, tj. od Turaszówki i Białobrzegów. Na ul. Krakowskiej doszło do małej potyczki. W wyniku zaskoczenia część 2 Brygady dostała się do niewoli. Resztki niedobitków i grupa batalionów ON "Podhale" (batalion ON „Nowy Sącz”, batalion ON „Limanowa”, batalion ON „Gorlice”, batalion ON "Jasło") weszły do 3 Bryg. Górskiej, wycofując się 10 września przez Korczynę, Brzozów, Birczę, Uherce Mineralne. Ponosząc w walkach straty, przekroczyły 20 września 1939 r. granicę węgierską na Przełęczy Tatarskiej[12][13][14].

- 14 – 17 września 1939 – krośnianie w 10 Brygadzie Kawalerii, dowodzonej przez płk. dypl. Stanisława Maczka i wchodzącej w skład Armii „Kraków”, walczyli z sukcesem o Zboiska oraz wzgórze 324, obsadzone przez Niemców, kontrolujących drogę z północy do Lwowa. 17 września – wobec agresji ZSRR na Polskę – 10 Brygada otrzymała rozkaz wycofania się spod Lwowa na Węgry, poprzez tzw. przedmoście rumuńskie. 19 września resztki Brygady w sile ok. 1,5 tys. żołnierzy z kilkoma tankietkami, na czele z płk. dypl. Stanisławem Maczkiem, przekroczyły granicę węgierską na Przełęczy Tatarskiej, po czym zostały internowane[15].
- 1939 -1944 – Komendę miasta Orstkomando umieszczono w budynku szkoły żeńskiej. Einsatzgruppe dowodził Albert Schultz. Przy ul. Ordynackiej, potem w dworku dr. T. Piaseckiego przy ul. Czajkowskiego mieściła się placówka gestapo z szefem (1 października 1940 – 5 maja 1944) Gustawem Schmatzlerem oraz Oskarem Bäcker (kolonialistą niemieckim z Gródka). Komendantem policji ukraińskiej był nazista Daroban, a zastępcą Władymir Najda – weterynarz – szef Ukraińskiej Szkoły Strażników Przemysłowych w Moderówce.

- 16 października 1939 – Władysław Owoc zorganizował pierwsze z partyjnych; konspiracyjne posiedzenie członków SN w Krośnie, podczas którego powołano; Oddział Armii Narodowej (później Organizacja Wojskowa SN, a od 1 lipca 1941 r. jako NOW) i wybrano organizatora Komendantem Podokręgu Krośnieńskiego NOW, do czasu mianowania go Komendantem Okręgu Krakowskiego w lipcu 1940 r. Odrzucając podporządkowanie Służbie Zwycięstwu Polski i później ZWZ-AK, Narodowa Organizacja Wojskowa uznawała zwierzchnictwo władz RP i Naczelnego Wodza na uchodźstwie. Major Józef Drelichowski – został następnym Komendantem Podokręgu Krośnieńskiego NOW, a po scaleniu NOW z AK został zastępcą inspektora Inspektoratu AK Jasło.
- 1939 – w jesieni, powstaje w Krośnie Tajna Organizacja Wojskowa, kierowana na Podkarpaciu przez Zenona Sobotę – ps. „Poraj” (później „Korczak” i „Świda”), potem OP-15 (obwodu partyzanckiego AK) w Krośnie.
- grudzień 1939 r. – rozstrzelanie przez Niemców na skarpie franciszkańskiej lotników polskich wziętych do niewoli.
- lipiec 1940 r. – aresztowania krośnieńskich nauczycieli i wywiezienie ich do więzienia w Jaśle i do obozów koncentracyjnych.
- 4 grudnia 1940 r. Józef Cząstka – Kotwicz zorganizował w Lniance Placówkę ZWZ/AK Kalina, Kinga należącą do Obwodu OP-15 Korzeń, Kawa – Zgrupowania Centrum i obejmującą Krosno z dzielnicami Krościeńko i Białobrzegi.
- W nocy z 21/22 czerwca 1941 r., około godziny 3.00, niemieckie 36 bombowce typu Heinkel He-111 wystartowały z krośnieńskiej bazy w celu nalotu na Związek Radziecki. Na lotnisku w Krośnie grupa sabotażowa pod dowództwem Bolesława Głowy „Cezara” utrudniała Niemcom te wojenne działania przez ponad rok.
- 27 sierpnia 1941 r. o godz. 9 – na lotnisku w Krośnie ląduje w samolocie transportowym typu „Kondor” Adolf Hitler i Benito Mussolini, po czym udają się do wsi Stępina. Przeprowadzają inspekcje wojsk niemiecko-włoskich. Obydwaj dyktatorzy odlatują z Krosna. Podczas wizyty w mieście obowiązuje 24-godzinna godzina policyjna.
- 25 sierpnia 1942 – 27 stycznia 1944 – działał na lotnisku obóz pracy przymusowej w Krośnie dla (przeciętnie) ok. 120 osób, w którym hitlerowcy rozstrzeliwali Polaków pochodzenia żydowskiego.
- 4 grudnia 1942 r., likwidacja miejskiego getta, (przy ul. Franciszkańskiej), istniejącego od sierpnia 1942 r.
- 1942–1943 – w parku na Zawodziu hitlerowcy rozstrzelali około 11 osób z Krosna i z terenu brzozowskiego (np. 23 stycznia 1943 r. rozstrzelano tu 8 osób). Innych zwożono do Obozu hitlerowskiego, w Szebniach, lub do lasu w Warzycach, albo do więzienia w Jaśle. Rozstrzeliwań (około 150 osób, w tym 20 Polaków, 8 Romów i 120 Żydów) dokonywano na cmentarzu żydowskim za parkiem, gdzie też zwożono na wozach stosy ofiar z innych miejsc egzekucji.
- 5 sierpnia 1943 – Stanisław Magura wraz z innymi wspomagającymi krośnianami, wziął współudział w napadzie na więzienie w Jaśle (zw. Pensjonat (akcja)), ocenionym wtedy jako największy wyczyn ruchu oporu w Polsce południowej.
- 1 lipca 1944 – Placówka AK Krosno OP-15 Kamelia, Kinga współuczestniczyła w odbiorze zrzutu 6 tonowej broni z trzech samolotów w Lubli.
- W lipcu 1944 r. – hr. Adam Ronikier mieszkający w okolicach Krosna, rozmawiał z Niemcami, w celu zapobieżenia masakrze Polaków w stolicy, domagając się, by Armia Krajowa przejęła Warszawę bez walki z Niemcami, na co skłonni byli przystać niektórzy politycy i wojskowi niemieccy.
- 26 lipca 1944 – AK OP-15, złożona m.in. z mieszkańców okolic Krosna, pod dow. Franciszka Kochana i Eugeniusza Werensa – Jerzego Nowaka, w ramach Akcji Burza, bez strat wyzwala Iwonicz-Zdrój i jako Rzeczpospolitą Iwonicką utrzymuje aż do wejścia 20 września 1944 r. zdziesiątkowanych w operacji dukielsko-preszowskiej wojsk radzieckich.
- 26 sierpnia 1944 – zarządzenie przez Niemców ewakuacji miasta i o wysadzaniu budynków w Krośnie oraz ochrona grodu przez Pluton Lamparta Kompanii Bekasa AK OP-15;
  - 30 sierpnia 1944 – rozbrojenie oddziału hitlerowskiego przywożącego ładunki wybuchowe przy b. starostwie i następnej grupy zakładającej je przy kinie, oraz wrzucenie bomb do Lubatówki
  - 2 września 1944 – rozbrojenie grupki hitlerowców, na lotnisku.
- 11 września 1944 – w ramach operacji karpacko-dukielskiej wojska Armii Czerwonej dotarły 9 września do Krosna. Po walkach z oddziałami niemieckimi 11 września przerwały trwającą od 1939 okupację niemiecką. W zdobyciu miasta uczestniczył 101 Korpus Armijny (ZSRR) z 38 Armii oraz wojska 1 Czechosłowackiego Korpusu należące do 1 Frontu Ukraińskiego[16]. W wyniku walk, wiele budynków zostało zniszczonych i zginęło około 70 mieszkańców w mieście oraz w okolicy.

## Polska Rzeczpospolita Ludowa
- 13 grudnia 1944 – kompania D 14 pułku ułanów Armii Krajowej złożona m.in. z krośnian dokonała zbrojnego uwolnienia trzynastu więźniów z więzienia Urzędu Bezpieczeństwa w Brzozowie.
- 23 grudnia 1944 – w obecności pełnomocnika PKWN Stanisława Kmona z PPR wybrano w tajnym głosowaniu przewodniczącego MRN socjalistę Tadeusza Bazana. Rozpoczęła się walka pomiędzy opcją demokratyczną a totalitarno-socjalistyczną o tworzenia państwa.
- 1944 – Józef Feliks Ostaszewski współtworzy Instytut Naftowy w Krośnie, (dziś Instytut Nafty i Gazu w Krakowie – Oddział w Krośnie) organizując od podstaw Dział Mechaniczny tego Instytutu.
- 1944–1956 – działalność organizacji podziemnych i represje PUBP i NKWD (z Naczelnikiem dla Pow. Krośnieńskiego OKR Sekcji 38 AR p.płk. Szugurowem), oraz aresztowania, internowania w obozach radzieckich (np. do Obozu NKWD nr 49 w Przemyślu) i wywózki na Syberię, do więzienia na Zamku w Rzeszowie, lub w Lublinie, do Obozu w m. Borowicze. (Upamiętnione w miejscu kaźni, tablicą na budynku Milicji Obywatelskiej.
- 1945 – próba wysadzenia pomnika Wdzięczności Armii Czerwonej w Krośnie.
- 1945 – reaktywowano w konspiracji SN i Młodzież Wielkiej Polski – Obwód w Krośnie na czele z Prezesem Zarządu Powiatowego SN MWP Józefem Zajdlem Podkową i z Okręgiem MWP w Sanoku.
- 1945 – powstanie Państwowej Stacji Traktorów i Maszyn Rolniczych, późniejszej Fabryki Amortyzatorów „Polmo” oraz warsztatu szybowcowego, późniejszej WSK. Reaktywowanie Gimnazjum Naftowego, obecnie Zespół Szkół Ponadgimnazjalnych nr 4 im. Ignacego Łukasiewicza.
- 1946 – powstanie Fabryki Obuwia Sportowego „FABOS” producenta kultowych butów epoki PRL o nazwie „RELAX” i „JUNGI”.
- 1 października 1946 – aresztowania i brutalne pobicie w Krośnie przedstawicieli organizacji narodowych, m.in. Tadeusza („Kłąb”) i Danieli Kazalskich, których wraz z kilkunastoma działaczami MWP SN postawiono przed wojskowym sądem i skazano na kilka lat więzienia. Mimo prześladowań przez NKWD, Stanisław Rymar z Haczowa, zawieszoną w 1946 r. organizację SN prowadził w konspiracji.
- 1946–1947 działalność konspiracyjna Rady Powiatowej WiN Krosno
- 14 października 1947 uwięzienie działaczy Rady Powiatowej WiN w Krośnie w miejscowym areszcie PUBP, i wydanie zastraszających wyroków (WSR Rzeszów, sygn. akt Sr. 152/48 z 7 maja 1948).
- 1949 – z nakazu centralnych władz administracyjnych zlikwidowano stowarzyszenie Sokół a budynek tej organizacji upaństwowiono i przeznaczono na siedzibę kina.
- 1953 – Stanisław Parysz – Kapelan AK, uczestnik powstania warszawskiego, gwardian w klasztorze w Krośnie, (mimo prześladowań Kościoła) wybudował; kaplicę Matki Bożej, która później stała się kaplicą adoracji Najświętszego Sakramentu.

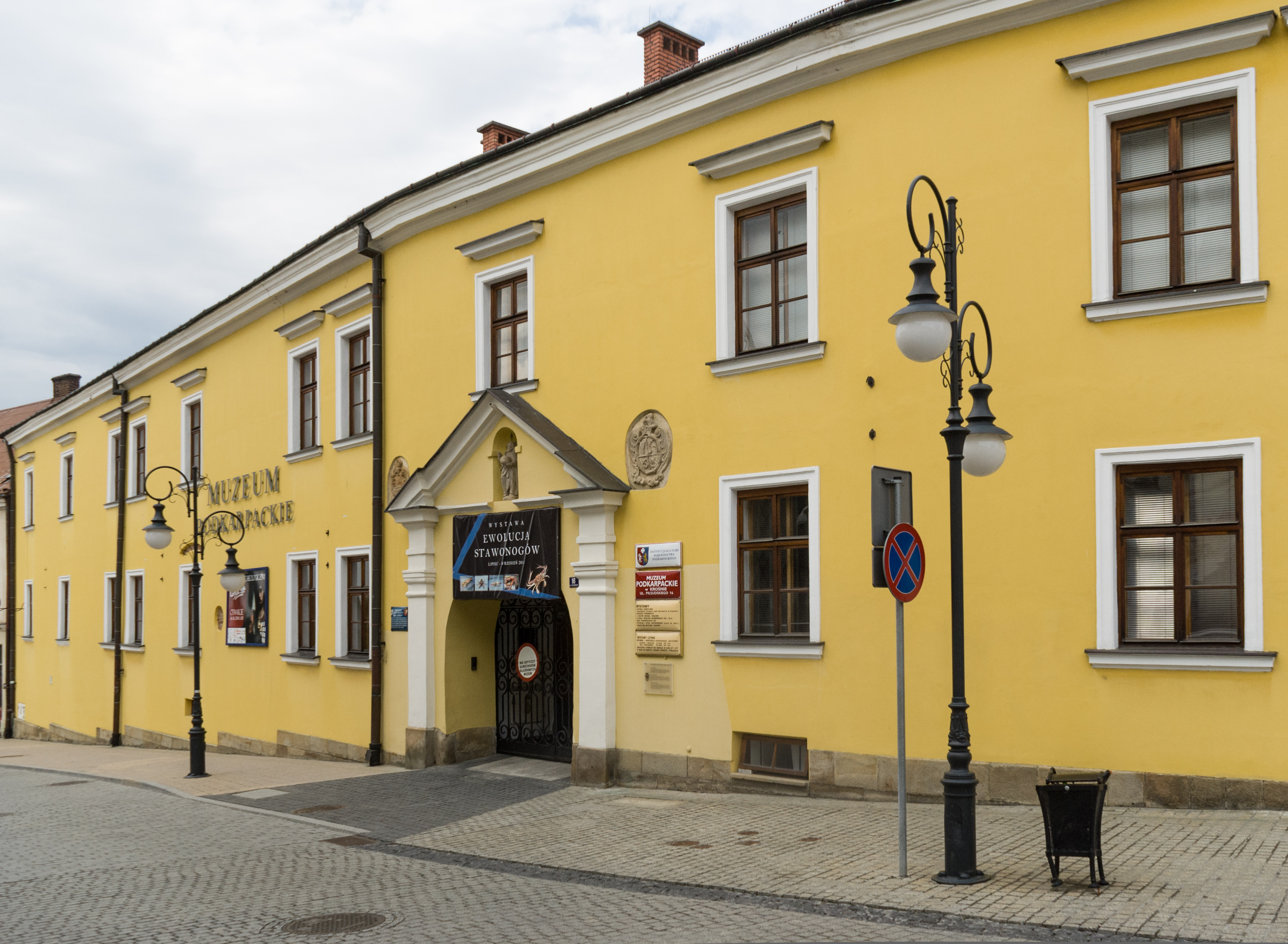
Muzeum Podkarpackie w Krośnie

- 1954 – otwarcie Muzeum Ziemi Krośnieńskiej PTTK, obecnie Muzeum Podkarpackie.
- 1958 – przyłączenie do miasta: wsi Suchodół, w 1966 wsi Polanka, a w 1972 wsi Turaszówka jako dzielnice Krosna.
- 1959 – znalezienie w łupkach w Winnicy k. Krosna odcisku kopalnego żółwia morskiego – unikatu w skali europejskiej (Znalezisko to zostało opublikowane w 1959 r. przez prof. M. Młynarskiego).
- 1966 – odsłonięcie pomnika Tysiąclecia Państwa Polskiego na Rondzie (bez rzeźb Królów Polski, bo usuniętych przez sekretarza KM PZPR).
- 30 czerwca 1975 – Krosno – stolicą utworzonego województwa krośnieńskiego (w związku z reformą administracyjną) i likwidacja powiatu krośnieńskiego. Powstanie (na bazie Domu Kultury „Górnik”) Wojewódzkiego Domu Kultury i wiele innych instytucji wojewódzkich, m.in. KW PZPR sprawującego kierowniczą (dyktatorską) rolę nad kulturą, szkolnictwem, mediami, kadrą kierowniczą, cenzurą i SB, wyborami, inwestycjami.
- 8 grudnia 1975 – oddanie do użytku, tzw. obwodnicy, odcinka drogi krajowej nr 28, omijającego od południa centrum miasta.
- w latach siedemdziesiątych XX w. liczba miejsc pracy w Krośnie dwukrotnie przewyższała liczbę stałych mieszkańców miasta[17].
- 1 września 1976 – rozpoczęcie nauki w wybudowanej szkole podstawowej nr 10, przy ul. Janka Krasickiego (obecnie Magurów), której w 1986 roku nadano imię kpt. Stanisława Betleja (obecnie Miejski Zespół Szkół nr 1).
- 1980 – brak podstawowych towarów w krośnieńskich sklepach i wprowadzenie kartek na większość towarów, np.: na mydło, alkohol, wędlinę, cukierki i watę.
- lipiec 1980 – powódź stulecia w Krośnie.
- 28 sierpnia 1980 – spotkanie emisariusza ze Stoczni Gdańskiej Brunona Mańki (byłego AK-owca o ps. Ben), z przedstawicielami komitetów strajkowych krośnieńskich zakładów prac w mieszkaniu Franciszka Pytki (z PKS-u) w celu utworzenia NSZZ i zapoznania z instrukcją prowadzenia strajków.
- 1980 – w sierpniu powołanie Międzyzakładowego Komitetu Strajkowego przekształconego z czasem w ZR NSZZ Solidarność.
- 3 maja 1981 – jedna z największych manifestacji patriotycznych i Msza nad Wisłokiem z udziałem ks. bp. Ignacego Tokarczuka i około 10 tysięcy ludzi, oraz poświęcenie sztandaru ZR NSZZ Solidarność.
- 13 grudnia 1981 – internowanie (do cel, m.in. w Uhercach i w Łupkowie) oraz aresztowanie działaczy NSZZ Solidarność, setki pracowników zwolnionych z pracy, szlabany graniczne przy wyjeździe z miasta, wyłączone telefony prawie przez miesiąc, protestacyjne strajki w większych zakładach w Krośnie. Patriotyczne wiece po Mszach za Ojczyznę przy Klasztorze Ojców Kapucynów, podczas których składano kwiaty w kształcie krzyża i odsłonięto cztery tablice (upamiętniające poległych w czasie stanu wojennego, Katyń, napaść ZSRR na Polskę, i marszałka Józefa Piłsudskiego.
- 15 grudnia 1981 pierwsze tajne spotkanie łączników NSZZ Solidarności z poszczególnych zakładów pracy w Farze, i składanie meldunków o strajkach, o aresztowaniach, rewizjach, akcjach ulotkowych oraz organizowanie pomocy dla rodzin osób represjonowanych.
- 1982 – w sierpniu początki organizowania opozycyjnych spotkań NSZZ Solidarność i w następnych latach, w ramach Duszpasterstwa Ludzi Pracy, a potem Cywilizacji Miłości przez o. Bogusława Piechutę – gwardiana, krośnieńskiego kaznodzieję, w czasach Stanu wojennego, i przez o. Józefa Ślebodę. Klasztor ojców Kapucynów w Krośnie, nazwany jest przez opozycję arką wolności, stanowiącą wsparcie dla podziemnych struktur Solidarności[18].
- 1982 – powstanie Biura Wystaw Artystycznych.
- 1983 – odsłonięcie w Szkole Podstawowej nr 14 na ul. Wojska Polskiego tablicy pamiątkowej poświęconej Władysławowi Gomułce „Wiesławowi”, przywódcy PPR i I sekretarzowi PZPR, który m.in. zakładał konspiracyjne struktury PPR w Krośnie w czasie okupacji[19].
- luty 1985 – otwarcie Muzeum Biograficznego Władysława Gomułki, utworzonego w jego rodzinnym domu przy ul. Mostowej 5[20].
- 1985 – rozpoczęcie produkcji polskiego szybowca Puchatek KR-03, 2-miejscowego szkolno-treningowego; o konstrukcji metalowej, w WSK PZL-Krosno.
- październik 1985 – wzmożone represje i rewizje dokonywane przez SB w Krośnie.

## Po 1989 roku
- 1989 – powstanie Komitetu Obywatelskiego i przyjazd kandydatów na posłów Gustawa Holoubka, Andrzeja Szczypiorskiego, Jerzego Osiatyńskiego. Po wygranych wyborach powołanie przedstawicieli KO do władz administracyjnych miejskich i wojewódzkich. Rozpoczęto dostosowanie do UE i likwidację zakładów pracy, np. Zakładów Przetwórstwa Owocowego (tzw.„Marmolady”), Mleczarni, zmniejszenia zatrudnienia w przemyśle i doprowadzenie do znacznego zadłużenia Szpitala Wojewódzkiego. Niewłaściwe zarządzanie i przeciągające się okresy strajków, prowadzone przez NSZZ „Solidarność”, powodują likwidację do 1994 r. „Krosnolenu” i „Fabosu”.

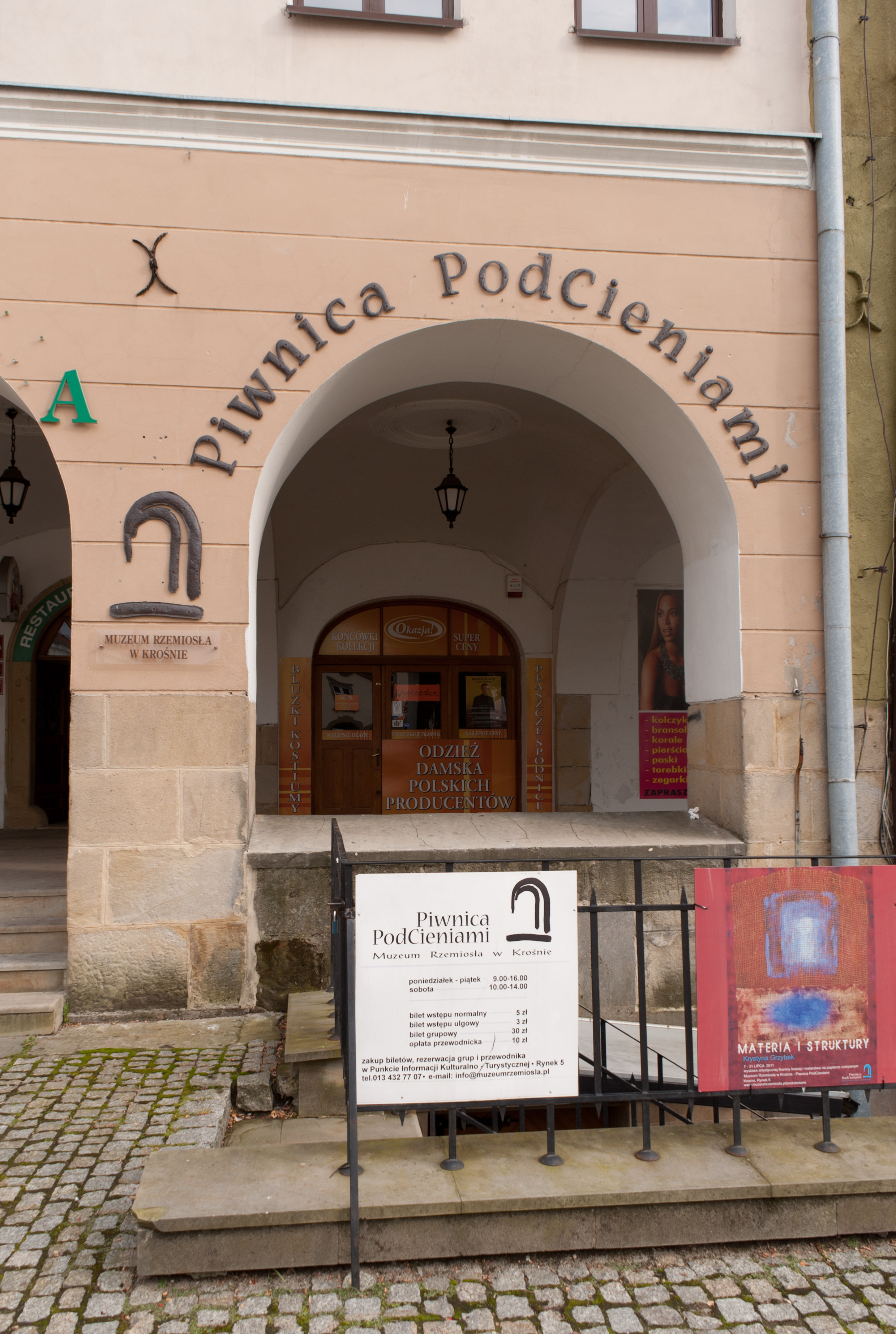
Piwnica PodCieniami – miejsce artystyczno-kulturalnych realizacji Muzeum Rzemiosła w Krośnie

- 1989 – utworzenie Muzeum Rzemiosła.
- 1990 – powstanie Nauczycielskiego Studium Języków Obcych.
- 1991 – Szkoła Lotniczo-Techniczna (CSL-T) w Krośnie, wyprodukowała AT-3-nowy lekki samolot.
- 1992 – przeniesienie z Miejsca Piastowego do Krosna Liceum Sztuk Plastycznych.
- 30 czerwca 1992 – Krosno osiągnęło największą liczbę mieszkańców w swojej historii – 50 214, jednak od tej daty rozpoczyna się jej spadek, spowodowany malejącą liczbą urodzeń i ujemną migracją.
- 10 czerwca 1997 – w Krośnie Jan Paweł II w trakcie mszy św., w obecności ok. 0,5 mln wiernych, na lotnisku, kanonizował bł. Jana z Dukli oraz poświęcił kościół pw. św. Piotra i św. Jana z Dukli. (Przebywał tu jako kardynał 12 grudnia 1972 r. na cmentarzu, na pogrzebie matki bp. Jerzego Ablewicza). Wydarzenie pobytu papieża upamiętniono pomnikiem papieskim i górującym nad Krosnem o wys. 38 m. Krzyżem, przy którym Ojciec św. odprawił mszę. Pomnik ten wraz z Krzyżem należy do największych w Polsce.
- 1998 – Sebastian Szmyd – rzeźbiarz w karmelu z Krosna Mistrzem Świata Młodych Cukierników w Barcelonie i brązowy Medalista na Mistrzostwa Świata Cukierników w Brnie w 1999 r.
- 1998 – założono Stowarzyszenie Literackie Nauczycieli w Krośnie
- 1 stycznia 1999 – reforma administracyjna kraju likwidująca województwo krośnieńskie i nadająca dla Miasta Krosna prawa powiatu. Utworzono powiat krośnieński obejmujący tereny dziewięciu okolicznych gmin.

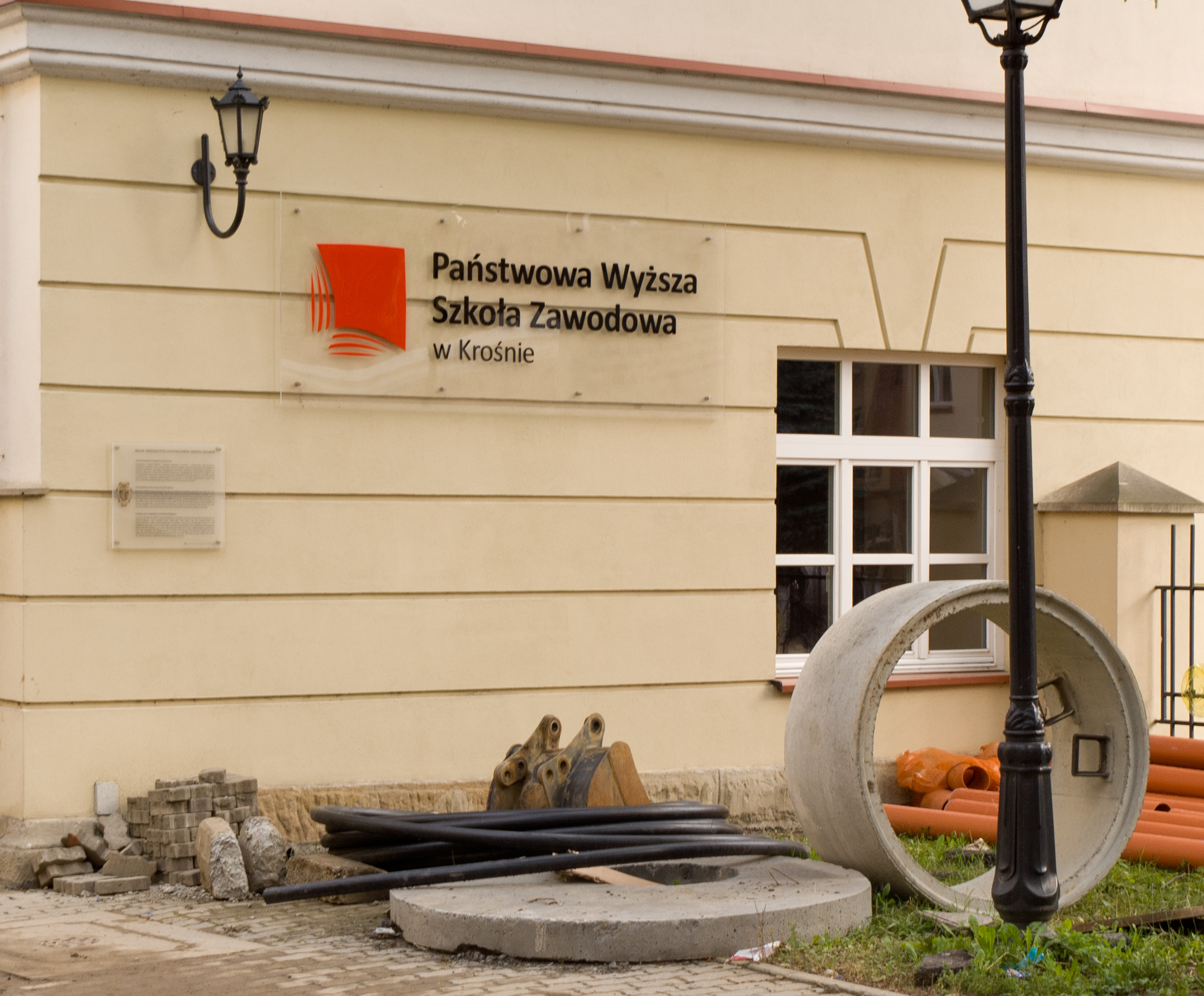
Budynek Państwowej Wyższej Szkoły Zawodowej w Krośnie

- 1999 – utworzenie Państwowej Wyższej Szkoły Zawodowej w Krośnie.
- 1999–2000 – w wyniku badań archeologicznych odkryto relikty Ratusza krośnieńskiego
- 10 września 2000 – oddanie do użytku nowoczesnej oczyszczalni ścieków.
- 31 grudnia 2003 – oddanie do użytku hali sportowo-widowiskowej przy ul. Bursaki
- 2004 – papież Jan Paweł II podnosi kościół farny do godności bazyliki mniejszej.
- 2 października 2004 – odsłonięcie pomnika AK
- 15 sierpnia 2005 – odsłonięcie pomnika Józefa Piłsudskiego.
- 8 stycznia 2006 – w Krośnie Wojewódzki 14 finał Wielkiej Orkiestry Świątecznej Pomocy
- 28 września 2006 – otwarcie Zakładu Unieszkodliwiania Odpadów
- 1 stycznia 2007 – przystąpienie Krośnieńskiego Towarzystwa Tenisowego do akcji Amatorskiego Tenisa Polskiego „ATP-gram, bo muszę”
- 1 marca 2007 – otwarcie Regionalnego Ośrodka Europejskiego Funduszu Społecznego w Krośnie

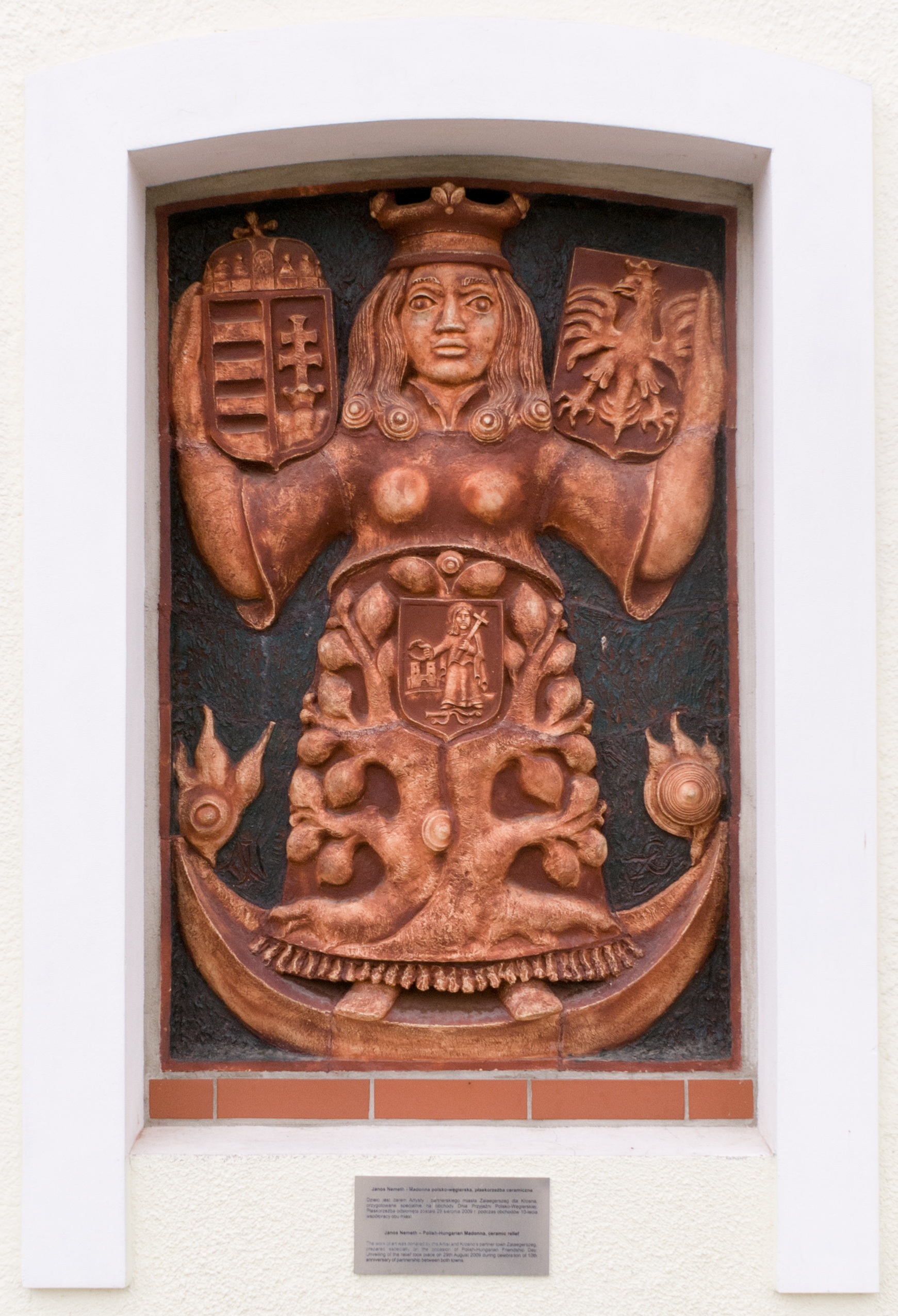
Madonna polsko-węgierska na Rynku w Krośnie

- 12 maja 2007 – otwarcie drugiej krytej pływalni przy ul. Wojska Polskiego
- 29 sierpnia 2007 – rozpoczęcie wielkoszlemowego turnieju organizowanego przez KTT pod nazwą „Krosno Open”, którego głównym sponsorem był Włodzimierz Zdunek
- 3 września 2007 – oficjalna zmiana nazwa Szkoły Podstawowej nr 15 i Gimnazjum 4 na Miejski Zespół Szkół nr 4 w Krośnie
- 15 września 2007 – oddanie do użytku 2 kortów halowych o twardej nawierzchni (Rebound Ace) przy ul. Stefana Batorego
- 22 września 2007 – otwarcie Galerii Portius
- 19 października 2007 – otwarcie hotelu Portius
- 2008 – otwarcie Regionalnego Centrum Kultur Pogranicza

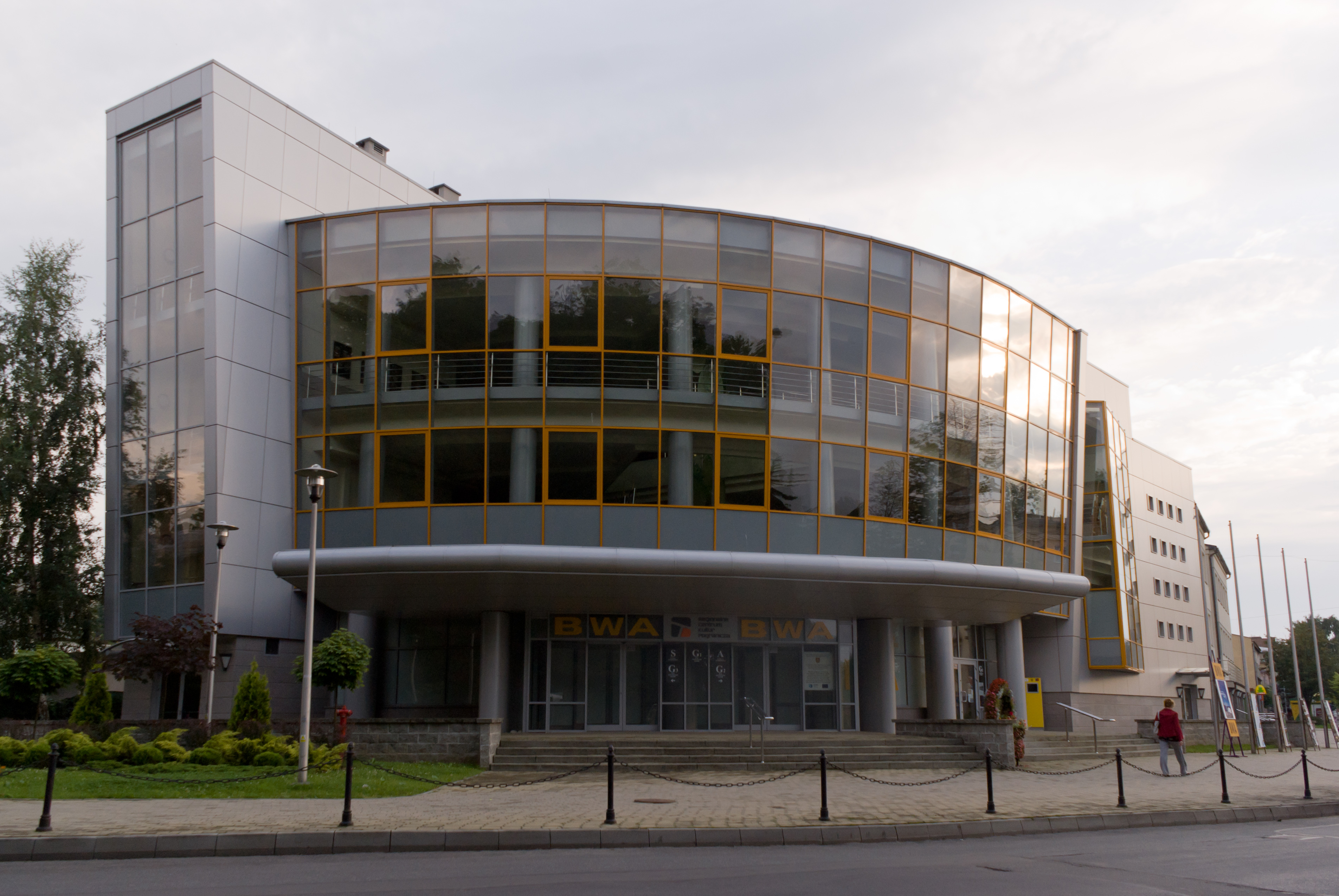
Siedziba Regionalnego Centrum Kultur Pogranicza przy ul. Kolejowej 1

- 2008 – kryzys gospodarczy – masowe zwolnienia w krośnieńskich zakładach pracy
- 23 – 24 sierpnia 2008 – organizacja przez prezesa KTT Włodzimierza Zdunka Turnieju Młodzieżowego – pognanie wakacji – rangi ATP
- 29 sierpnia 2009 – na ścianie jednej z kamienic na Rynku zostaje odsłonięta płaskorzeźba ceramiczna „Madonna polsko-węgierska”. Jest ona darem dla Krosna od autora Janosa Nemetha i partnerskiego miasta węgierskiego Zalaegerszeg. Została przygotowana specjalnie na obchody Dnia Przyjaźni Polsko-Węgierskiej i odsłonięta podczas obchodów 10-lecia współpracy obu tych miast.
- 2009 – Po wielomiesięcznym konflikcie Aeroklub Polski przekazuje zarządzanie lotniskiem miastu. Urząd Lotnictwa Cywilnego tymczasowo zamyka lotnisko.
- 2010 – ULC ponownie otwiera lotnisko
- maj 2010 – powódź w Krośnie
- 13 czerwca 2010 – Koronacja cudownego obrazu Matki Boskiej Murkowej na krośnieńskim Rynku. Znajduje się on obecnie w ołtarzu głównym w kościele OO.Franciszkanów.
- 2010 – otwarcie 2 jezdni ul. Podkarpackiej – odcinka od ul. Zręcińskiej do ul. Czajkowskiego. Od tej chwili w Krośnie istnieje ok. 4 km dróg dwujezdniowych(2x2).
- 2012 – Otwarcie Centrum Dziedzictwa Szkła, jednej z największych atrakcji miasta. Krosno w tym roku zyskało tytuł Miasta Szkła.
- 2015 – Otwarcie DK28 w granicach miasta. Przebudowano 11 km drogi. Powstało około 2,5 km nowej jezdni. Jak dotąd największa inwestycja drogowa w Krośnie.
- 2016 – Ukończenie przebudowy krośnieńskiego lotniska. Powstał m.in. nowy pas startowy i drogi kołowania.
- 2017 – Otwarte zostaje centrum handlowe „VIVO! Krosno”. Uzupełnia ono niezagospodarowane dotąd tereny przy skrzyżowaniu DK28 z tzw. "Drogą G".
- 2018 – Modernizacja taboru MKS Krosno. Na ulicach pojawiły się nowe autobusy, w tym hybrydowe.
- 2019 – Ukończono rewitalizację niszczejącego budynku dworca PKP, powstało Etnocentrum Ziemi Krośnieńskiej. Inna placówka kulturalna – Biuro Wystaw Artystycznych zmieniło siedzibę na wyremontowaną kamienicę przy ul. Portiusa.
- 2019 – Rozpoczęto ostatni etap rozbudowy DK28 w granicach miasta. Prace trwały na odcinku od ul. Zręcińskiej do ul. Tysiąclecia.
- 2020 – Pandemia COVID-19. W Krośnie zakazano m.in. odwiedzin w szpitalu, a przewoźnicy czasowo zawiesili niektóre kursy. Skutkami kryzysu były zwolnienia pracowników w firmach. Miasto wstrzymało także niektóre inwestycje[21].
- 2021 – 1 stycznia Krosno poszerzyło swe granice o teren byłego Lotniska „Iwonicz” w Targowiskach. W tym miejscu ma powstać łącznik do drogi ekspresowej S19 oraz strefa inwestycyjna[22].
- 2022 – Klub żużlowy Wilki Krosno awansuje do Ekstraligi. Jest to drugi po Mieście Szkła Krosno klub sportowy z miasta występujący w najwyższej klasie rozgrywkowej. Jednocześnie rusza rozbudowa krośnieńskiego stadionu[23].

## Przynależność państwowa

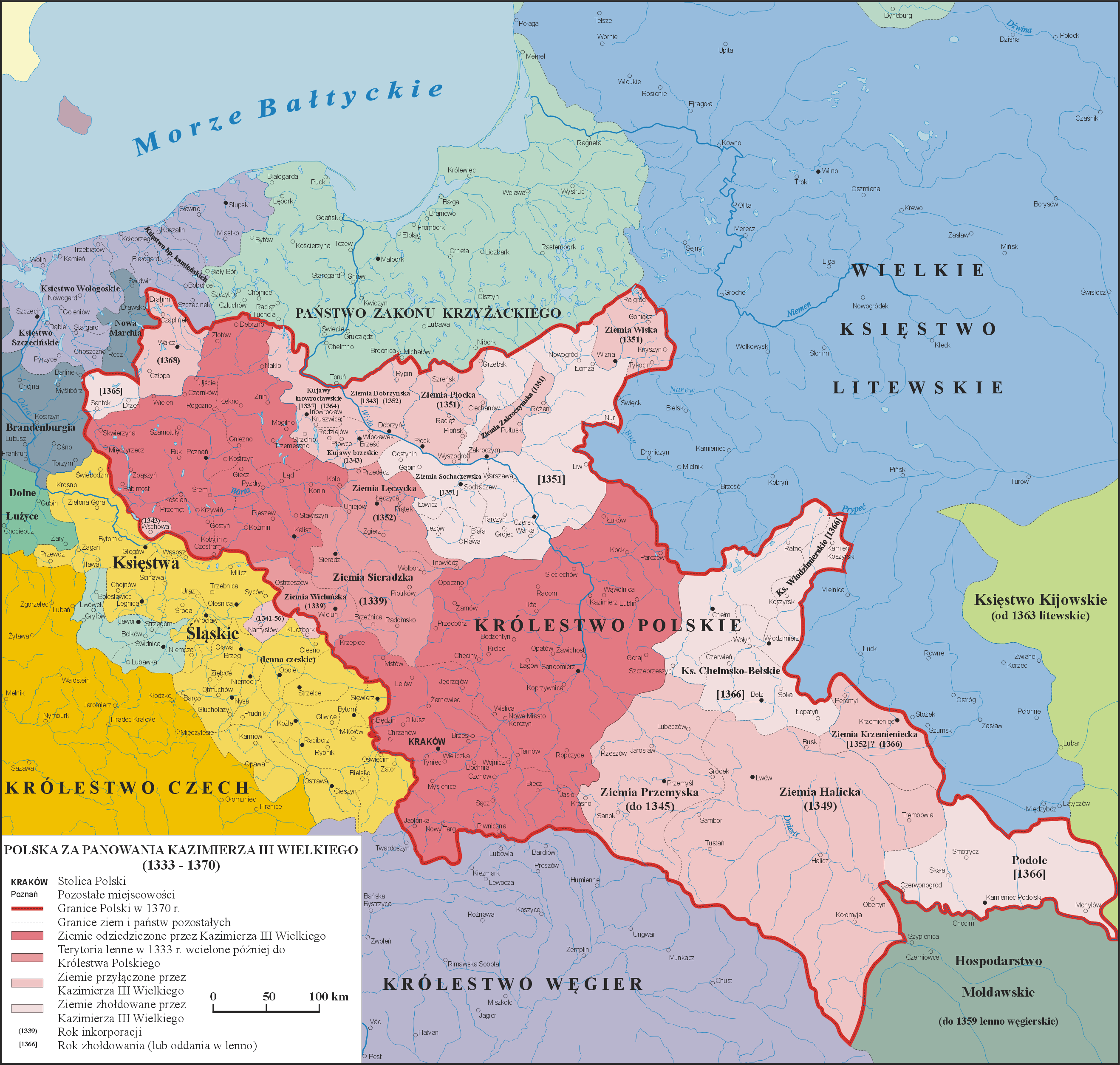
Krosno na mapie Polski za panowania Kazimierza Wielkiego

Od uzyskania praw miejskich Krosno znajdowało się pod panowaniem następujących państw:
- 1342–1370 –  Królestwo Polskie
- 1370–1387 –  Królestwo Węgier
- 1387–1569 –  Korona Królestwa Polskiego
- 1569–1772 –  Rzeczpospolita Obojga Narodów,  Korona Królestwa Polskiego
- 1772–1804 –  Monarchia Habsburgów
- 1804–1867 –  Cesarstwo Austrii
- 1867–1918 –  Austro-Węgry, Królestwa i Kraje w Radzie Państwa Reprezentowane
- 1918 –  Królestwo Polskie
- 1918–1919 –  Republika Polska
- 1919–1939 –  Rzeczpospolita Polska
- 1939–1944 –  Rzesza Wielkoniemiecka - Generalne Gubernatorstwo (okupacja wojenna)
- 1944–1952 –  Rzeczpospolita Polska
- 1952–1989 –  Polska Rzeczpospolita Ludowa
- od 1989 –  Rzeczpospolita Polska